# جمهورية الدومينيكان
جُمْهُورِيَّة الدُّومِنِيكَان (بالإسبانية: República Dominicana)‏ هي دولة في أمريكا الشمالية في جزيرة هيسبانيولا وجزء من أرخبيل جزر الأنتيل الكبرى في جزر الأنتيل الكبرى في منطقة البحر الكاريبي. تشترك في حدود بحرية مع بورتوريكو من الشرق، وتقع في الثلث الغربي من الجزيرة دولة هايتي، مما يجعل من هيسبانيولا إحدى جزيرتين في الكاريبي يتقاسمها دولتان. سواء من حيث المساحة أو تعداد السكان تعد جمهورية الدومنيكان ثاني أكبر دولة في منطقة الكاريبي (بعد كوبا). تبلغ مساحتها 48,442 كم2 (18,704 ميل مربع) ويقدر تعداد سكانها بـ 10 ملايين شخص.
يسكن الجزيرة شعب تاينو الأصلي قبل الاتصال الأوروبي وقسمها إلى خمس مشيخات. بينما وصل كريستوفر كولومبوس أراضي الدومنيكان عام 1492 وأصبحت مدينة سانتو دومينغو أول مستوطنة أوروبية دائمة في الأمريكتين، وهي عاصمة البلاد والعاصمة الإسبانية الأولى في العالم الجديد. توجد في سانتو دومينغو أول جامعة وأول كاتدرائية وأول قلعة في الأمريكيتين. آخر اثنان في منطقة سيوداد الاستعمارية هما على قائمة اليونسكو للتراث العالمي.
بعد ثلاثة قرون من الحكم الإسباني ومع فواصل من الحكم الفرنسي والهايتي، حصلت البلاد على استقلالها عام 1821، لكنها سقطت تحت حكم هايتي مباشرة بعد ذلك. انتصرت الدومنيكان في حرب الاستقلال الدومنيكية عام 1844، لكنها عانت من الاضطراب السياسي وعودة قصيرة إلى الحكم الإسباني خلال السنوات 72 التالية. تلا ذلك احتلالها من طرف الولايات المتحدة 1916-1924، ثم فترة هدوء ورخاء دامت 6 سنوات تحت حكم هوراسيو فاسكيز لاخارا، ومن ثم دكتاتورية رافاييل ليونيداس توخيو مولينا حتى عام 1961. وقعت الحرب الأهلية عام 1965، وتلا ذلك تدخل عسكري قادته الولايات المتحدة أعقبه حكم استبدادي لخواكين بالاغوير بين عامي 1966 - 1978. منذ ذلك الحين انتقلت جمهورية الدومنيكان نحو الديمقراطية التمثيلية وترأسها ليونيل فرناندز لأكثر من مرة بعد عام 1996.
تمتلك جمهورية الدومينيكان ثاني أكبر اقتصاد في منطقة البحر الكاريبي. وعلى الرغم من اعتماد الاقتصاد لفترة طويلة عى إنتاج السكر فإنه يقوم حالياً على الخدمات. يظهر التقدم الاقتصادي للبلد من خلال نظام الاتصالات السلكية واللاسلكية المتقدم. على الرغم من ذلك لا تزال البطالة والفساد الحكومي والخدمة الكهربائية المتقطعة من مشاكل البلاد الرئيسية. كما يوجد تفاوت واضح في مستويات الدخل في البلاد.
تؤثر الهجرة الدولية كثيرًا في البلد حيث يتلقى ويرسل أعداداً كبيرة من المهاجرين. كما أن الهجرة الهايتية واندماج الدومنيكانيين من أصل هايتي من القضايا الرئيسية ويقدر العدد الإجمالي للسكان من أصل هايتي بنحو 800,000 نسمة. توجد أعداد كبيرة من الدومنيكانيين في المهجر أغلبهم في الولايات المتحدة بتعداد 1.3 مليوناً. يساهم أولئك المهاجرون في التنمية الوطنية حيث يرسلون مليارات الدولارات لعائلاتهم وهو ما يمثل عشر الناتج المحلي الإجمالي للدومينيكان.
أصبحت جمهورية الدومنيكان الوجهة السياحية الأكبر في منطقة البحر الكاريبي، بما في ذلك ملاعب الغولف المفتوحة طوال العام. يقع في هذه الأرض الجبلية أعلى جبال منطقة الكاريبي، بيكو دوارتي وكذلك بحيرة إنريكييو وهي أكبر بحيرة في منطقة الكاريبي وأدناها ارتفاعاً. «كيسكيا» وهو الاسم الذي يطلقه الدومنيكانيون على بلادهم، تمتلك متوسط درجات حرارة 26 درجة مئوية (78.8 درجة فهرنهايت) وتنوعاً بيولوجياً كبيراً.
الموسيقى والرياضة من بين أكثر الأمور أهمية في الثقافة الدومينيكية حيث أن رقصة الميرينجو هي الموسيقة والرقصة الوطنية والبيسبول هي الرياضة الأكثر شعبية.

## أصل التسمية والرموز

علم جمهورية الدومنيكان

الرموز المهمة هي العلم وشعار النبالة والنشيد الوطني المعروف باسم هيمنو ناسيونال (بالإسبانية: Himno Nacional)‏. يوجد على العلم صليب كبير أبيض يقسمه إلى أربعة أرباع. اثنان بلون أحمر والآخران زرقاوان. يمثل اللون الأحمر دماء محرري البلاد أما الأزرق فيرمز لحماية الله للأمة. يرمز الصليب الأبيض إلى نضال من قاتلوا من أجل البلاد لتكون الأجيال القادمة أمة حرة. التفسير البديل هو أن الأزرق يمثل المثل العليا للتقدم والحرية في حين يرمز اللون الأبيض للسلام والوحدة بين الدومنيكانيين. في مركز الصليب شعار نبالة الدومنيكان الذي يحمل نفس ألوان العلم الوطني. شعار النبالة يتكون من درع يلف بعلم فيه الألوان الأحمر والأزرق والأبيض مع وجود صليب وإنجيل. يحاط الدرع بغصن زيتون (على اليسار) وسعف نخيل (على اليمين). يوجد شريط أزرق فوق الدرع كتب عليه ما يلي: «الرب، الوطن، الحرية» وشريط أحمر تحت درع يقرأ ما يلي: «جمهورية الدومنيكان». من بين جميع الأعلام في العالم يظهر الإنجيل فقط على علم الدومينيكان.
الزهرة الوطنية هي من ماهوغوني الهند الغربية. بينما الطير الوطني هو سيغوا بالميرا أو بالمكات (دولوس دومينيكوس).
عرفت المستعمرة منذ إنشائها وحتى الاستقلال باسم مستعمرة سانتو دومينغو، عاصمتها الحالية وقديسها الحامي القديس دومينيك. أطلق اسم «دومينيكانوس» وهي الصفة من دومينغو، بينما أطلق الثوريون اسم «لا ريببليكا دومينيكانا» على بلادهم. في الوقت الحاضر جمهورية الدومينيكان هي واحدة من دولتين في جميع أنحاء العالم (مع جمهورية أفريقيا الوسطى) تعود تسميتها وفقاً لهذا النمط.

## التاريخ

### ما قبل كولومبوس

#### شعب التاينو

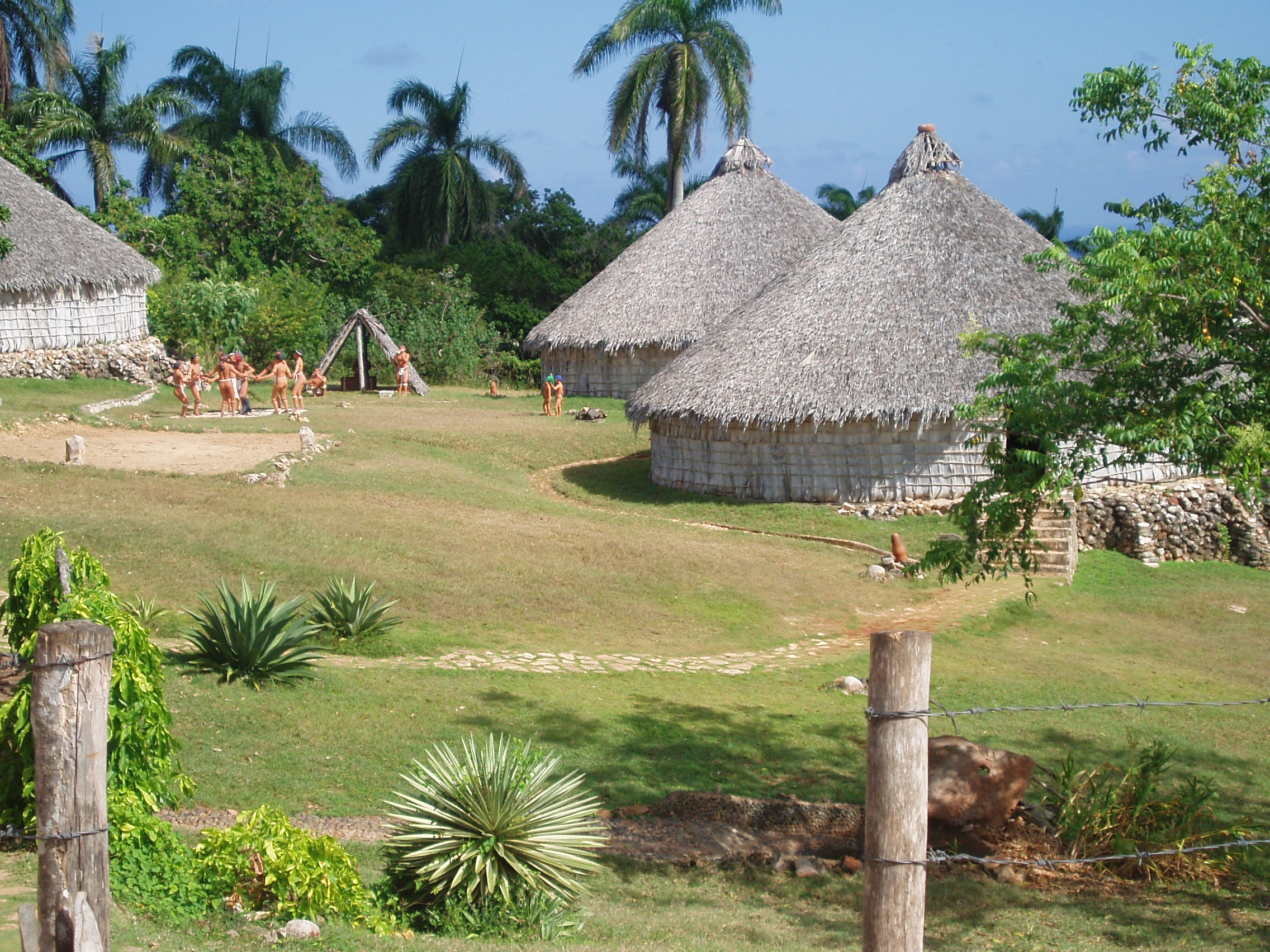
إعادة إنشاء قرية للتاينو في كوبا.

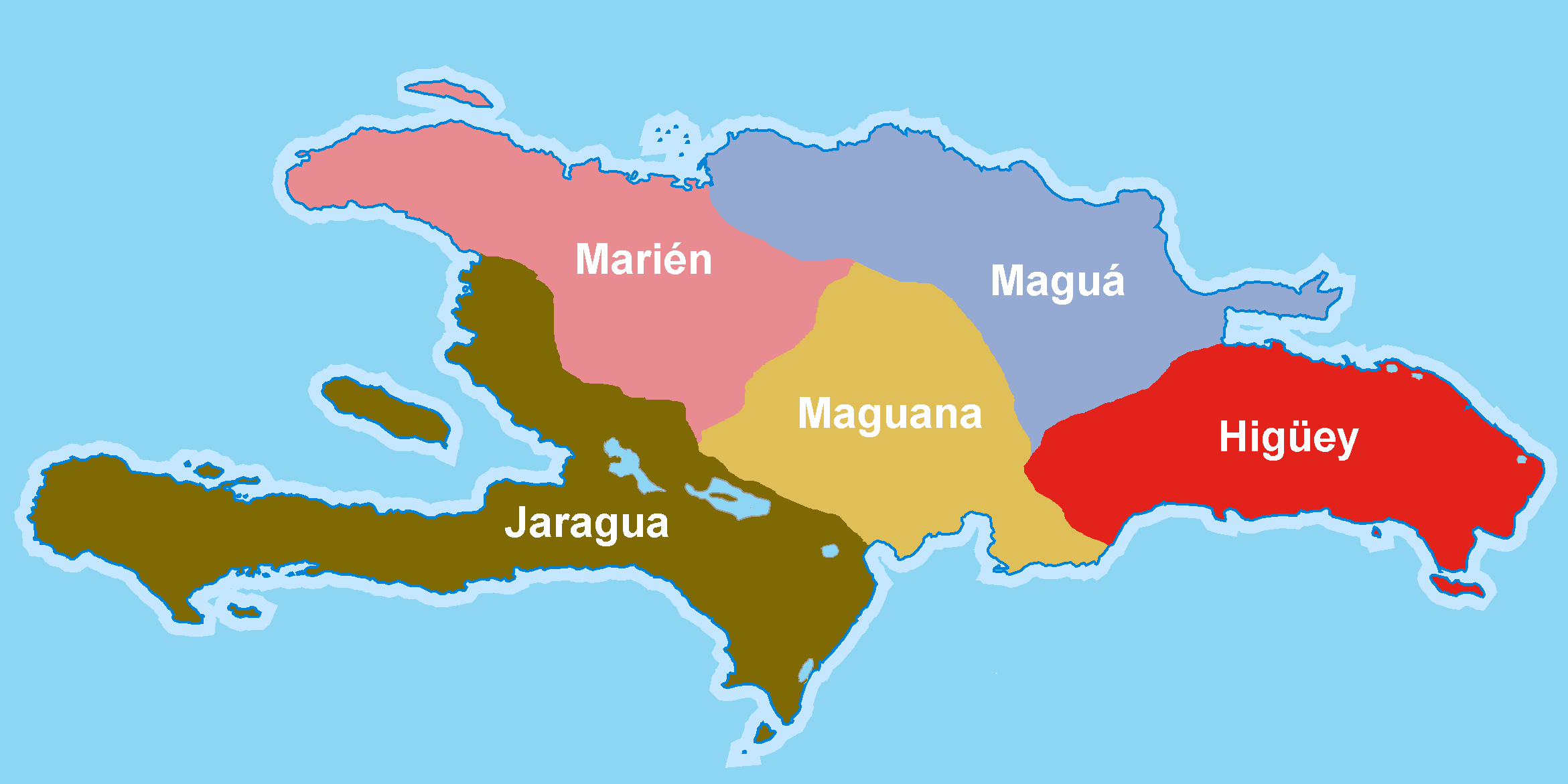
مشيخات هيسبلنيولا الخمسة

استوطنت جزر الكاريبي لأول مرة منذ حوالي 6000 عام من قبل شعوب الصيد والجمع التي يعود أصلها إلى أمريكا الوسطى أو شمال أمريكا الجنوبية، هاجر شعب التاينو الناطق بالأراواكية إلى جزيرة هيسبانيولا مستبدلين السكان السابقين  في حوالي 650 م. دعا التاينو الجزيرة باسم «كيسكيا» أو «الأرض الأم». عمل التاينو في الزراعة والصيد والصيد البحري  وجمع الثمار. دفع الكاريبيون بالتاينو إلى شمال شرق الكاريبي خلال أغلب القرن الخامس عشر. تختلف تقديرات سكان هيسبانيولا في عام 1492 جداً، بما في ذلك مائة ألف، ثلاث مائة ألف، أربع مائة ألف إلى مليوني شخص. قسمت الجزيرة بحلول عام 1492 إلى خمسة قبائل تاينو.
وصل الإسبان في عام 1492. بدأت العلاقة ودية، لكن التانيو قاوموا الغزو بقيادة زعيمتهم أناكاونا من زاراغوا وزوجها الزعيم كاونابو من ماغوانا، بالإضافة إلى الزعماء غواكاناغاريكس وغواما وهاتوي وإنركيويو. أدى نجاح الأخير لحصول شعبه على حكم محلي لفترة من الزمن. مع ذلك وفي غضون بضع سنوات بعد عام 1492 تراجع تعداد سكان تاينو كثيرًا بسبب مرض الجدري وغيرها من الأمراض التي وصلت مع الأوروبيين، وأسباب أخرى تناقش أدناه. استمر الانخفاض حيث وصل تعداد التاينو في الجزيرة إلى 21,000 شخصاً فقط. كان السجل الأخير لتعداد تاينو صاف في البلاد عام 1864. بسبب الزواج المختلط على مر القرون فإن العديد من الدومينيكانيين ذوي أصل تاينو. من بقايا ثقافة تاينو رسومات الكهوف وكذلك تصاميم الفخار التي لا تزال تستخدم في قرية هيغويريتو الصغيرة في موكا.

### الحكم الإسباني

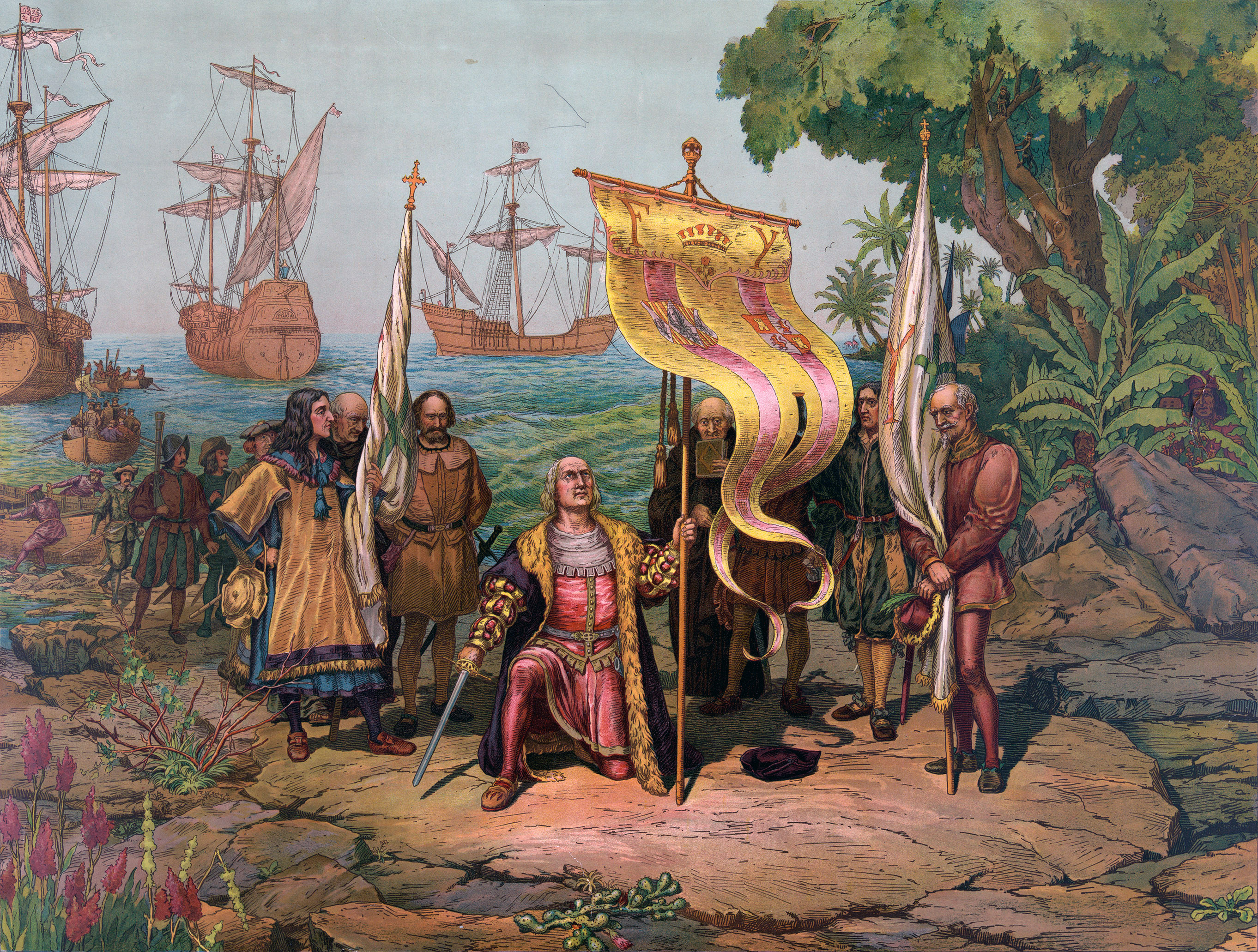
وصول كريستوفر كولومبوس إلى جزيرة هيسبانيولا.

وصل كريستوفر كولومبوس إلى هيسبانيولا في 5 ديسمبر/ كانون الأول 1492 خلال أولى رحلاته الأربع إلى أميركا. طالب بالجزيرة لإسبانيا وسماها لا إسبانيولا. قام بارتولوميو كولومبوس شقيق كريستوفر عام 1496 بتشييد مدينة سانتو دومينغو وهي أول مستعمرة دائمة لأوروبا في «العالم الجديد». أنشئ الإسبان اقتصاداً زراعياً في الجزيرة، والتي أصبحت منطلق الإسبان في حملاتهم الأمريكية ولعقود تالية كانت مقر القوة الإسبانية في ذاك الشطر من القارة. دفن كريستوفر في سانتو دومينغو عند وفاته في 1506.
اقترب شعب التاينو من الانقراض لعدة أمور أهمها الأمراض المعدية التي جلبها الأوروبيون حيث لم يمتلكوا مناعة ضدها. من بين الأسباب الأخرى كان الاعتداء والانتحار وتفكك الأسرة والتجويع والاسترقاق والعمل القسري والتعذيب والحرب مع الإسبان والتغيرات في نمط الحياة وحتى تمازج الأجناس. لم تطبق عملياً القوانين التي صدرت لحماية الهنود (بدءاً من قوانين بورغوس 1512-1513). مع ذلك فإن التاينو نجو. يعتقد بعض الباحثين أن لاس كاساس بالغ في مقدار تراجع عدد السكان الهنود في محاولة لإقناع الملك كارلوس للتدخل، وأن انكومييندا (نظام العمل في المستعمرات الإسبانية) مبالغ فيه أيضاً، من أجل الحصول على إذن باستيراد المزيد من العبيد من أفريقيا. علاوة على ذلك فإن التعدادات في ذاك الحين لم تأخذ في الحسبان الهنود الذين فروا إلى المجتمعات النائية، والذين انضموا في أغلب الأحيان إلى الأفارقة الهاربين (مارون) مشكلين مجموعة زامبو. أيضاً المستيزو الذين كانوا إسباناً من الناحية الثقافية عدوا أيضاً من الإسبان وبعض زامبو عدوا زنوجاً وبعض الهنود مولاتو.
بعد أن نجحت إسبانيا في احتلال أراضي الأزتيك والإنكا أهملت ممتلكاتها في الكاريبي. استقر القراصنة الفرنسيون في هيسبانيولا الغربية وبموجب معاهدة ريسويك عام 1697 تنازلت إسبانيا عن المنطقة لفرنسا. أنشأت فرنسا المستعمرة الثرية سانت دومينيك التي كان تعداد الرقيق فيها أكثر من 90 ٪ وعموما أربعة أضعاف تعداد السكان (125,000 إلى 500,000) من المنطقة ذاتها في العهد الإسباني في نهاية القرن 18.

### الحكم الفرنسي
تمكنت فرنسا من امتلاك كامل الجزيرة سنة 1795, وذلك بموجب اتفاقية سلام بازل حيث تخلت إسبانيا عن سانتو دومنجو بسبب حروب الثورة الفرنسية. في ذلك الوقت، تمرد عبيد سانتو دومينغو على فرنسا بقيادة توسان لوفرتور. تمكن المتمردون من الاستيلاء على المدينة سنة 1801، وبذلك تحكموا بكافة أنحاء الجزيرٍة؛ لكن في عام 1802, تمكن جيش أرسله نابليون من أسر توسان لوفرتور الذي أرسل إلى فرنسا كسجين. لكن المتمردين الموالين لتوسان لوفرتور والحمى الصفراء نجحوا في طرد الفرنسيين مرة أخرى من سانت دومينك، والتي أعلنها المتمردون بلداً مستقلة تحت اسم جمهورية هاييتي عام 1804. أما في الشرق، فاستمرت فرنسا بحكم سانتو دومينغو الإسبانية.
عام 1808, وبعد غزو نابليون لإسبانيا، ثار الكريوليون في سانتو دومينغو ضد الحكم الفرنسي وتمكنوا بمساعدة هاييتي وبريطانيا (حليفة إسبانيا) من ارجاع سانتا دومينغو للحكم الإسباني.

### الاحتلال الهاييتي

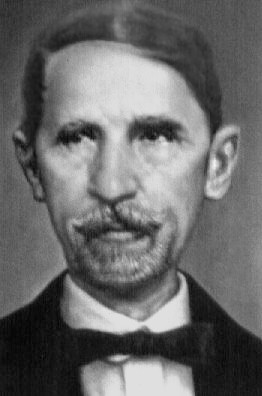
خوان بابلو دوارتي، يعتبر مهندس استقلال الدومنيكان عن هاييتي عام 1844.

بعد 12 عاماً من السخط ومحاولات الاستقلال الفاشلة من جانب جماعات مختلفة، أعلن الحاكم السابق لسانتو دومينغو خوسيه نونيز دي كاسيريس استقلال المستعمرة في 30 نوفمبر/ تشرين الثاني 1821. طلب قبول الدولة الجديدة في الجمهورية البوليفارية كولومبيا الكبرى، لكن القوات الهايتية بقيادة جان بيير بوير غزتها فقط بعد تسعة أسابيع في شباط / فبراير 1822.
كما فعل توسان لوفرتير قبل عقدين من الزمان ألغى الهايتيون الرق. لكنهم أيضاً أمموا العديد من ممتلكات القطاع الخاص، بما في ذلك جميع ممتلكات من فروا في أعقاب الغزو والتي كانت في أغلبها ممتلكات كنسية وكذلك جميع الممتلكات العائدة للحكام السابقين أي التاج الإسباني. شدد بوير أيضاً على المحاصيل النقدية في المزارع الكبيرة وإصلاح النظام الضريبي وسمح بالتجارة الخارجية. لكن هذا النظام قابلته معارضة واسعة من قبل المزارعين الدومنيكانيين وذلك على الرغم من الطفرة التي أعقبت سياساته في إنتاج السكر والقهوة. انهارت جميع مستويات التعليم في البلاد وأغلقت الجامعة حيث خسرت كلاً من التمويل والطلاب لأن جميع الذكور الدومنيكانيين بين 16 و 25 عاماً خدموا إلزامياً في الجيش الهايتي. قوات بوير والتي كانت إلى حد كبير من الدومنيكانيين غير مدفوعي الأجر كان عليهم خدمة المدنيين الدومنيكانيين. كما فرضت هايتي ضريبة ثقيلة على شعب الدومينيكان. فر العديد من سكان البلاد البيض من سانتو دومينغو إلى بورتو ريكو وكوبا (كلاهما تحت الحكم الأسباني حينها) وفنزويلا وغيرها. في النهاية تعثر الاقتصاد وأصبحت الضرائب أكثر تكلفة. نشبت التمردات حتى بين المعتقين الدومينيكانيين، بينما عمل كل من الدومنيكانيين والهايتيين معاً للإطاحة ببوير من السلطة. اجتمعت الحركات المناهضة للهايتيين من كافة الأطياف: المؤيدون للاستقلال والموالون للإسبان والفرنسيين والبريطانيين والولايات المتحدة للإطاحة ببوير في عام 1843.

### الاستقلال

علم لا ترانيتاريا بين 1844-1849

في عام 1883 قام دوارتي خوان بابلو بتأسيس جمعية سرية تدعى لا ترينيتاريا سعت إلى الاستقلال الكامل لسانتو دومينغو بدون أي تدخل خارجي.
لم يكن رامون ماتياس ميلا وفرانسيسكو ديل روزاريو سانشيز من بين المؤسسين لجمعية لا ترينيتاريا إلا أن دورهما كان حاسماً في الكفاح من أجل الاستقلال.
كان هؤلاء الثلاثة الآباء المؤسسين لاستقلال جمهورية الدومنيكان عن هايتي الذي تم في 27 فبراير/ شباط 1844م.
حيث دعمهم بيدرو ساناتا وهو مربي ماشية غني من إل سيبو والذي أصبح فيما بعد قائد جيش الجمهورية الجديدة. اعتُمِد دستور جمهورية الدومنيكان الأول يوم 6 نوفمبر/ تشرين الثاني عام 1844 والذي صيغ وفقاً لدستور الولايات المتحدة الأمريكية.
اكتظت العقود التي تلت بالكثير من التحزب والطغيان والصعوبات الاقتصادية والتغيرات السريعة للحكومة ونفي المعارضين، كما هدد استقلال البلاد الغزوات الهايتية المتكررة أعوام 1844 و 1845-1849 و 1849-1855 و 1855-1856.
في غضون ذلك امتلك سانتانا وبوينافينتورا بايز زمام السلطة في أغلب الأحيان وكان حكم كل منهما تعسفياً.
بنى كل منهما خططاً متنافسة لضم الدولة الجديدة إلى إحدى القوى حيث فضل سانتانا إسبانيا، وفضل بايز الولايات المتحدة الأمريكية.

### استعادة الجمهورية

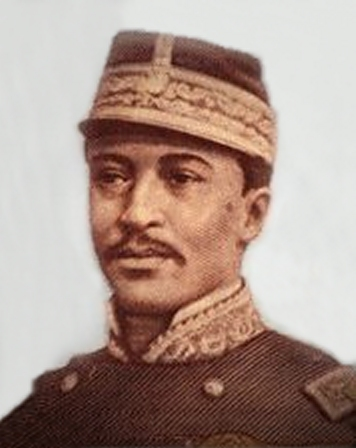
الجنرال غريغوريو لوبيرون

في عام 1861 وبعد السجن والإسكات والنفي وإعدام العديد من المعارضين ولأسباب اقتصادية وسياسية وقع سانتانا اتفاقاً مع التاج الإسباني وبذلك عادت الأمة إلى الوضع الاستعماري وهو البلد الأمريكي اللاتيني الوحيد الذي قام بذلك. كان هدفه المزعوم هو حماية البلاد لكن من جهة أخرى كان يريد ضم هايتي، لكن معارضيه أطلقوا حرب استعادة الاستقلال سنة 1863 بقيادة سانتياغو رودريغيز وغريغوريو لوبيرون وبنيتو مونسيون وآخرين.
قامت هايتي مدفوعة بخوفها من إعادة إسبانيا كقوة استعمارية على حدودها بتوفير الملاذ والدعم للثوار. بينما عارضت الولايات المتحدة الأمريكية الخطوة الإسبانية رغم أنشغالها بالحرب الأهلية الداخلية.
بعد سنتين من القتال تخلت إسبانيا عن الجزيرة سنة 1865. ساد الصراع السياسي في السنوات التالية وحكم أمراء الحرب بينما انتشرت الثورات العسكرية وتفاقمت ديون البلاد. حينها كان دور بايز لتنفيذ خطته بضم البلاد إلى الولايات المتحدة الأمريكية مدعوماً من قبل اثنين من الرؤساء المتعاقبين. طالب الرئيس الأمريكي غرانت بقاعدة بحرية في سامانا وأيضاً بمكان لإعادة توطين السود المحررين حديثاً. تقدم الولايات المتحدة بموجب الاتفاقية 1.5 مليون دولار من دين الدومنيكان لكن المعاهدة رفضت في مجلس الشيوخ عام 1870 بأصوات 28-28 بينما احتاجت المعاهدة ثلثي الأصوات كي تعتمد.

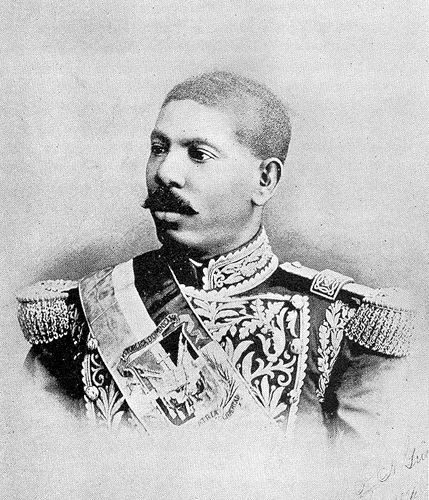
اوليسيس 'ليليس' ايورو

أطيح ببايز عام 1874 وعاد للسطة ثم أطيح به نهائياً في عام 1878. حينها استلم السلطة جيل جديد مع غياب بايز ووفاة سانتانا. عاشت البلاد جواً من السلم النسبي في ثمانينيات القرن التاسع عشر، التي شهدت وصول الجنرال اوليسيس ايورو إلى السلطة.
لقب الرئيس الجديد باسم «ليليس» وتمتع بفترة من الشعبية. كان مع ذلك «على الطراز المنافق» حيث وضع البلاد في دين كبير حيث استخدم جزءاً كبيراً من عائدات البلاد لاستخدامه الشخصي والحفاظ على دولته الشرطية. أصبح ايورو مستبداً جداً وفقد أي شعبية امتلكها. اغتيل في عام 1899. مع ذلك فإن الهدوء النسبي الذي سرى في عهده سمح بتحسن اقتصاد الدومينيكان. كما تم تطوير صناعة السكر وجذبت البلاد العمال الأجانب والمهاجرين، سواء من العالم القديم والجديد.
عادت الحكومات قصيرة العهد من جديد للساحة حيث كانت تفقد سلطتها لصالح زعماء في أجزاء من البلاد. علاوة على ذلك واجهت الحكومة الوطنية الإفلاس وعجزت عن سداد الديون ايورو، حيث هددتها الدول الدائنة بالتدخل العسكري مثل فرنسا وغيرها من القوى الأوروبية.

### التدخل الأمريكي
أراد الرئيس الأمريكي ثيودور روزفلت أن يمنع التدخل الأوروبي، لكي يحمي طرق الملاحة إلى قناة بنما التي كانت قيد الإنشاء في ذلك الوقت. قام الرئيس بتدخل عسكري ليبعد القوى الأوروبية، وأعلن استنتاج روزفلت الشهير المبني على عقيدة مونرو، وحصل عام 1905 على موافقة الدومينيكان على إدارة الولايات المتحدة لجباية جماركها، التي كانت مصدر الدخل الرئيسي لحكومة الدومينيكان. تم الاتفاق عام 1906 على استمرار هذا الوضع لمده 50 سنة. وافقت الولايات المتحدة على استخدام جزء من عائدات الجمارك لسد الدين الخارجي لجمهورية الدومينيكان، وأصبحت مسؤولة عن الدين.
بعد 6 سنوات في الحكم، اغتيل رئيس الدومينيكان رامون كاسيرس (وهو الذي قام باغتيال هيروكس الذي كان أحد الرؤساء السابقين) عام 1911. كانت النتيجة عدة سنوات من عدم الاستقرار السياسي والحرب الأهلية. لم تتمكن وساطة إدارة الرئيس ويليام هوارد تافت والرئيس وودرو ويلسون إلاّ من إيقاف الحرب لفترة قصيرة. لم ينفرج الوضع السياسي إلا سنة 1914 عندما أصدر ويلسون تحذيرا للدومنيكانيين بان يختاروا رئيسا وإلا فرضت الولايات المتحدة رئيسا عليهم. تم اختيار رئيس مؤقت، ولاحقا في نفس السنة، جرت انتخابات حرة نسبيا نجح فيها الرئيس السابق خوان إسدرو خيمينيز بيريرا. من أجل أن يشكل حكومة مدعومة من كافة الاطياف السياسية، عين خوان عدة من المعارضين كوزراء. لكن ذلك لم يجلب السلم للدومنيكان، بسبب محاولة وزير الحرب في حكومته السابقة للإطاحة به، ورغم العرض الأمريكي بالدعم العسكري، إلا أن خيمينيز استقال في 4 مايو 1916.

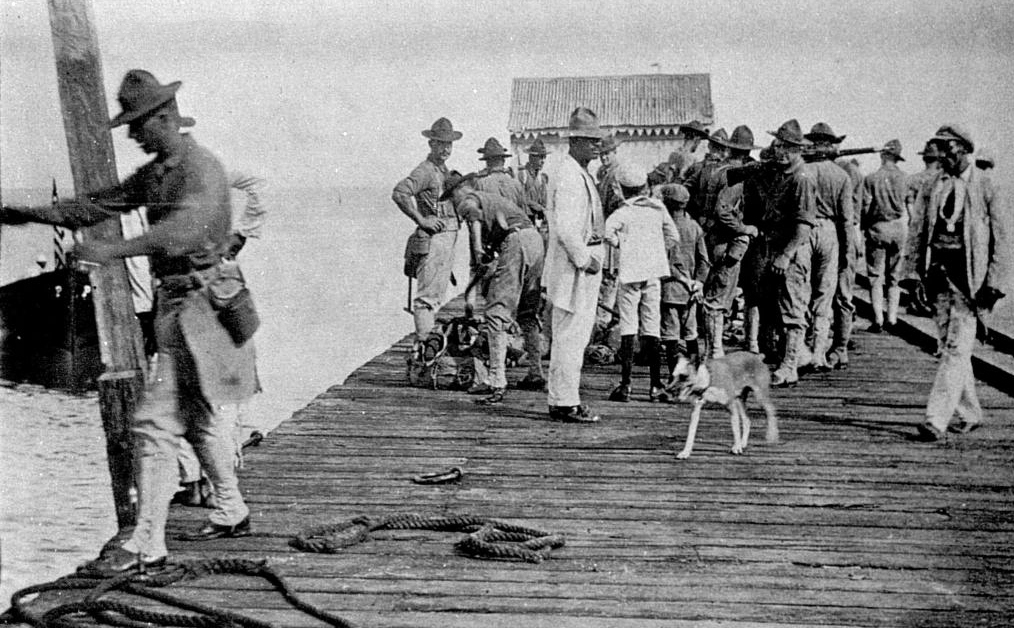
قوات البحرية الأمريكية في جمهورية الدومنيكان 1916

لذلك أمر ويلسون باحتلال جمهورية الدومينيكان. نزلت قوات المارينز على شواطئ الدومينيكان في 16، مايو 1916 وتمكنت من السيطرة على الدولة خلال شهرين. رفض الدومينيكانيون الاعتراف بالحكومة العسكرية التي أنشأها الأمريكيون بقيادة الأدميرال هاري شيبارد ناب. تم تسليم بعض الحقائب الوزارية لضباط أمريكيين بسبب رفض الدومينيكانيين الخدمة في الحكومة. تم فرض الرقابة على وسائل التواصل وفرض حدود على الخطابات العامة. جوبهت حرب العصابات ضد القوات الأمريكية بقوة 'وعادة بوحشية'.
لكن نظام الاحتلال، الذي أبقى على معظم القوانين والمؤسسات الدومينيكانيه، جلب السلم للبلاد عمومًا، وأعاد إحياء الاقتصاد، وقلل من الدين الخارجي، وبنى شبكة من الطرقات التي وصّلت كافة أنحاء الدولة، وأنشأ حرسا وطنيا محترفا ليستبدل الوحدات الحزبية المتحاربة.
استمرت معارضة الاحتلال، وبعد الحرب العالمية الأولى، ازدادت معارضة الاحتلال في الولايات المتحدة أيضا. عمل الرئيس وارن هاردنج (1921-1923)الذي خلف ويلسون، على إنهاء الاحتلال كما وعد في حملته الانتخابية. تم تعيين رئيس دومينكاني سنة 1922، واجريت انتخابات في مارس 1924.
كان الفائز بالانتخابات الرئيس السابق (1902-1903) هوراسيو فاسكو لاخارا، الذي تعاون مع الولايات المتحدة. تم تنصيبه في 13 يوليو، ورحلت اخر القوات الأمريكية في سبتمبر. أعطى فاسكو الدولة ست سنوات من الحكم الجيد، حيث احتُرمت الحقوق السياسية والمدنية ونما الاقتصاد بقوة، في مناخ من السلم.

### حقبة تروخيو

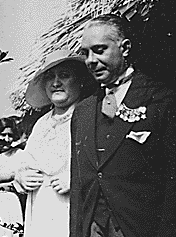
حكم رافائيل ليونيداس تروخيو جمهورية الدومينيكان ما بين عام 1930 و 1961.

عندما حاول فاسكو الفوز بفترة رأسية أخرى، ثار خصومه في فبراير 1930 متحالفين مع قائد الجيش الوطني (الحرس الوطني سابقا)، الجنرال رافائيل ليونيداس تروخيو مولينا، حيث ظل الجنرال 'محايدا' خلال الثورة. استقال فاسكو، ثم ترشح تروخيو للانتخابات، وانتخب رئيسا في مايو دون أي معارضة تذكر، بعد حملة عنيفة ضد خصومه.
حصل نمو اقتصادي ملموس خلال فترة حكمه الطويلة التي اتسمت بالصرامة الشديدة، رغم أن جزءا كبيرا من الثروة استولى عليه الديكتاتور وعناصر من النظام. حصل تقدم في الرعاية الصحية والتعليم والمواصلات، بعد بناء المستشفيات والعيادات والمدارس والطرق والموانئ. نفذ تروخيو برنامجا لبناء المساكن، وأنشأ صندوقاً للتقاعد. كما تمكن تروخيو من التفاوض مع هايتي على ترسيم الحدود بشكل غير متنازع عليه سنة 1935, كما أنهى اتفاق الجمارك مع الولايات المتحدة سنة 1941, بدلا من سنة 1956. كما سدد كامل الدين الخارجي سنة 1947، وهو إنجاز افتخر الدومينيكانيون به لعقود تلت.
تخلل ذلك قمع مطلق، واستخدام كثيف للقتل والتعذيب والأساليب الإرهابية ضد المعارضة. وفوق ذلك تجلى جنون عظمة تروخيو بإعادة تسمية العاصمة سانتو دومينغو باسم 'سويداد تروخيو' أي 'مدينة تروخيو' وتسمية أعلى جبل في البلاد والكاريبي بيكو دوارتي (قمة دوارتي) باسم «قمة تروخيو»، كما أعاد تسمية العديد من البلدات وإحدى المقاطعات باسمه، وأعاد تسمية عدد من الأماكن الأخرى بأسماء أفراد من عائلته. مع نهاية فترته الرئاسية الأولى كان تروخيو أغنى شخص في بلده، وأصبح أحد أغنى الأشخاص في العالم مع بداية الخمسينيات. ومع اقتراب نهاية حكمه، قدرت ثروته ب 800 مليون دولار أمريكي.
عام 1937، أمر تروخيو (الذي كان ربع هايتي بالنَّسَب)  الجيش بأن يقتل الهايتيين الذين يسكنون الجانب الدومينيكاني من الحدود، حيث عُرف هذا الحدث بمذبحة بارسلي، أو إل كورتي (القَطع)  حسب تسمية الدومينيكانيين. قتل الجيش ما بين 17000 و 35000 من الهايتيين خلال ستة أيام امتدت ما بين ليلة 2 أكتوبر 1937 و 8 أكتوبر 1937، حيث استخدم الجنود السكاكين بدلا من الرصاص لإخفاء تورط الجيش. قيل أن الجنود استجوبوا جميع الأشخاص ذوي البشرة الداكنة، واعتمدوا على اللهجة لتمييز الدومينيكانيين عن الهايتييين عند الضرورة; حيث كان من الصعب على الهايتيين أن يلفظوا حرف الراء في كلمة بيريخل (بارسلي أو بقدونس بالعربية). اضطرت جمهورية الدومينيكان لدفع 750,000 دولار أمريكي لهايتي بسبب المجزرة، ثم خُفِض المبلغ لاحقا ل 525,000 دولار أمريكي.
في الخامس من نوفمبر 1969 قتل تروخيو ثلاثة من الأخوات ميرابال الأربعة اللواتي لقبن ب (لاس ماريبوساس) (الفراشات). الضحايا هن باتريا مرسيدس ميرابال (ولدت في 27 فبراير 1924) وأرجنتينا مينيرفا ميرابال (ولدت في 12 مارس 1926)، وأنتونيا ماريا تيريزا ميرابال (ولدت في 15 أكتوبر 1935). كانت منيرفا محامية طموحة ومعارضة بشدة لدكتاتورية تروخيو منذ أن بدأ تروخيو بالتحرش بها جنسيا بشكل بذيء. تم تكريم الأخوات بعد موتهن، وبني لهن العديد من النصب التذكارية في مدن عدة في جمهورية الدومينيكان. غير اسم مقاطعة سالسادو مسقط رأس الأخوات إلى مقاطعة هيرماناس ميرابال (مقاطعة الأخوات ميرابال). كما يتم تنظيم اليوم العالمي للقضاء على العنف ضد النساء في ذكرى وفاتهن.
دعمت الولايات المتحدة (التي اعتقدت أن تروخيو أقل الشرّين ضررا) والكنيسة الكاثوليكية والنخبة الدومينيكانية حكومة تروخيو لفترة طويلة. استمر هذا الدعم رغم الاغتيالات التي نفذت ضد المعارضة السياسية، ومذبحة الهايتيين، ومكائد تروخيو ضد الدول الأخرى. وأخيرا فكّت الولايات المتحدة تحالفها مع تروخيو عندما حول عملاؤه اغتيال الرئيس الفنزويلي رومولو بيتانكورت الذي كان ناقدا شديدا لتروخيو. اغتيل تروخيو في 30 مايو 1961.

### ما بعد تروخيو
تم انتخاب حكومة جديدة بشكل ديمقراطي بقيادة اليساري خوان بوش في فبراير 1963، ولكن أطيح بالحكومة في سبتمبر من العام نفسه. بعد تسعة عشر شهرا من الحكم العسكري، انفجرت ثورة موالية لبوش في فبراير 1965. إلا أن الرئيس الأمريكي ليندون جونسون، وخوفا من أن يسيطر الشيوعيون على ثورة وينشئوا 'كوبا ثانية'، أرسل قوات المارينز بعد بضعة أيام على قيام الثورة، ثم أتبعهم مباشرة بفرقة الجيش الثانية والثمانون المحمولة جوا وعناصر أخرى من الفرقة المجوقلة 18 في عملية سميت بعملية 'بور باك' أي مجموعة القوة. علق جونسون على هذه العملية بقوله «نحن لا نريد أن نجلس على كرسي هزاز بينما ينشئ الشيوعيون حكومة في النصف الغربي من الكرة الأرضية». بعد فترة قصيرة، انضمت للقوات الأمريكية مجموعات عسكرية مؤقتة صغيرة نسبياً تابعة لمنظمة الدول الأمريكية. مكثت جميع هذه القوات مدة تزيد على السنة، وغادرت عام 1966 بعد أن أشرفت على انتخابات فاز بها جوخين بالجير، الذي كان آخر الرؤساء الشكليين خلال حقبة تروخيو.
بقي بالجير في السلطة مدة 12 سنة، حيث قمعت حقوق الإنسان والحريات السياسية بشكل واضح لإبقاء الأحزاب المناصرة لكاسترو والشيوعيين خارج السلطة. كما انتقد حكمه بسبب تزايد الفجوة ما بين الفقراء والأغنياء، إلا أنه امتدح بسبب برنامج طموح للبنية التحتية، تضمن مشاريعاً إسكانية ضخمة ومجمعات رياضية ومسارح ومتاحف وقنوات لنقل المياه وشوارع وطرقاً سريعة ومنارة كولومبوس الضخمة التي تم الانتهاء من بنائها خلال إحدى فترات رئاسته التالية سنة 1992.

### منذ 1978
في عام 1978، فاز مرشح المعارضة أنتونيو جزمان فرنانديز المنتمي إلى الحزب الثوري الدومينيكاني بانتخابات الرئاسة، كما فاز نفس الحزب بانتخابات عام 1982 بقيادة سلفادور خورخي بلانكو.أثناء حكم الرؤساء المنتمين للحزب الثوري، تمتعت جمهورية الدومينيكان بفترة نسبية من الحرية وحقوق الإنسان الأساسية. تمكن بلاجوير من استعادة الرئاسة في انتخابات سنة 1986، وأُعيد انتخابه سنوات 1990 و 1994 بعد أن هزم مرشح الحزب الثوري خوسي فرانشيسكو بينا جوميز، عمدة مدينة سانتو دومينغو السابق. شاب انتخابات 1996 العديد من المخالفات، مما أحدث ضغطا دوليا أدى إلى تجاوب بلاجوير بالإعداد لانتخابات رئاسية سنة 1996. تمكن ليونيل فرناندز من تحقيق الفوز لأول مرة لحزب التحرير الدومينيكاني الذي أنشأه بوش عام 1973 بعد أن ترك الحزب الثوري (الذي أسسه بوش أيضاً). أشرف فرنانديز على اقتصاد سريع النمو، بمعدل 7.7 % سنوياً، مع انخفاض البطالة، واستقرار أسعار صرف العملة ومعدلات التضخم.
فاز مرشح الحزب الثوري هيبوليتا ميخيا بانتخابات عام 2000, إلا أن فترته تخللتها مصاعب اقتصادية، وهو ما أدى لخسارته لانتخابات عام 2004 أمام فرنانديز الذي تمكن من الفوز بانتخابات 2008 أيضا.
يُذكر لفرنانديز وحزب التحرير تنفيذهم عدداً من المبادرات التي أدت إلى تقدم الدولة تكنولوجيا، مثل إنشاء قطار المترو 'إل مترو'. من ناحية أخرى، إتُهمت إدارات فرنانديز بالفساد.

## الحكومة والسياسة

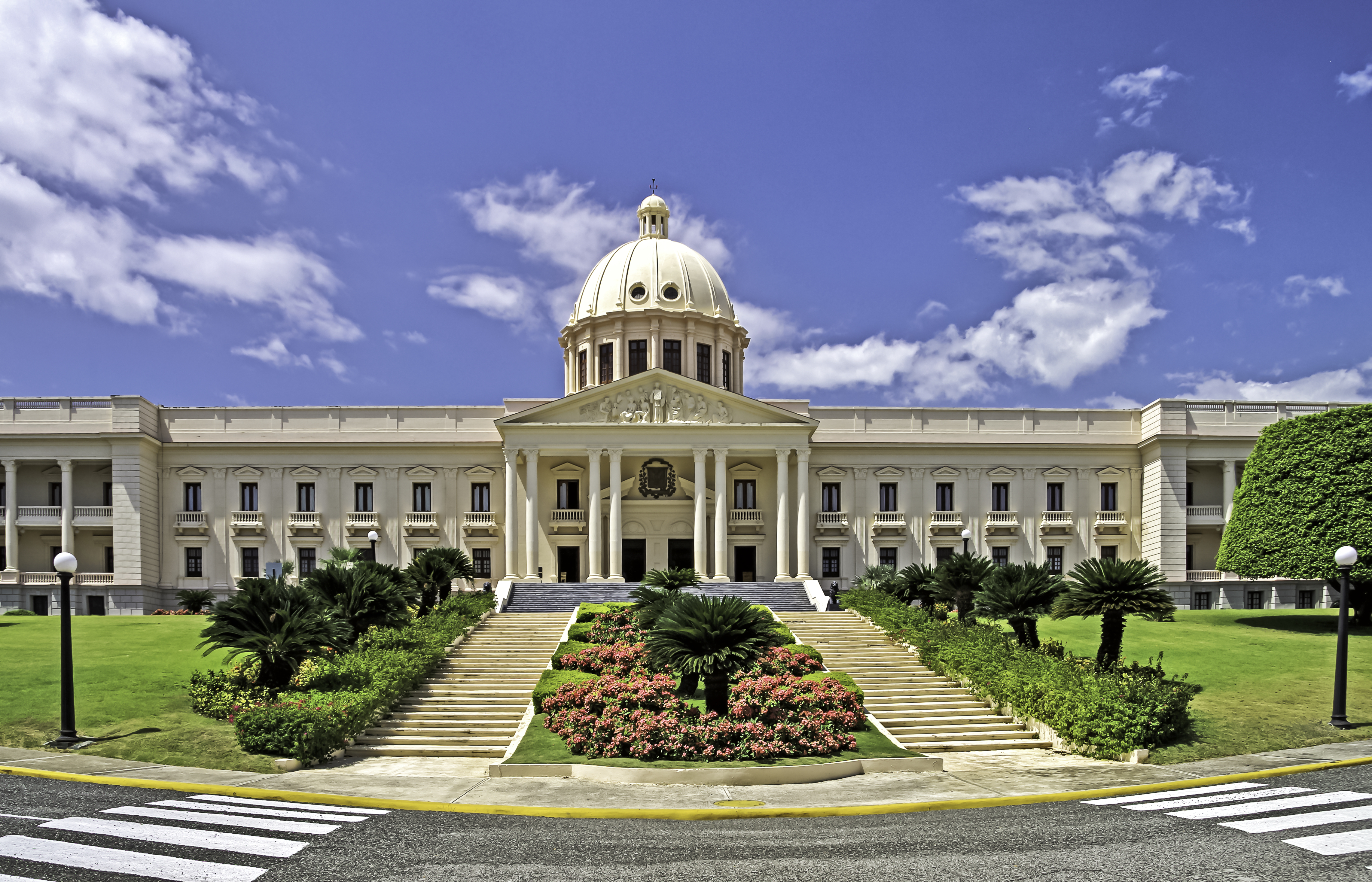
قصر سانتو دومينغو الوطني

جمهورية الدومينيكان هي ديمقراطية تمثيلية أو جمهورية ديمقراطية، بوجود ثلاثة سلطات: التنفيذية والتشريعية والقضائية. يرأس رئيس الجمهورية السلطة التنفيذية وينفذ القوانين التي أقرها الكونغرس ويعين مجلس الوزراء وهو القائد الأعلى للقوات المسلحة. ينتخب الرئيس ونائب الرئيس سوية بالاقتراع المباشر لمدة 4 سنوات. تتكون السلطة التشريعية من مجلسين أولهما مجلس الشيوخ من 32 عضواً وثانيهما مجلس النواب مع 178 عضواً. تقع السلطة القضائية على عاتق محكمة العدل العليا المؤلفة من 16 عضواً. يعينهم مجلس مؤلف من رئيس الجمهورية ورئيسا مجلسي النواب والشيوخ ورئيس المحكمة العليا عضو من حزب المعارضة أو من غير الحزب الحاكم. المحكمة «وحدها تستمع لإجراءات ضد الرئيس وأعضاء حكومته وأعضاء الكونغرس عندما يكون المجلس التشريعي منعقداً.»
يعين الرئيس حكام المقاطعات 31. يدير رؤساء البلديات والمجالس البلدية 124 بلدية ومقاطعة وطنية (سانتو دومينغو). يتم انتخابهم في ذات انتخابات مجلس النواب.
تمتلك جمهورية الدومينيكان نظاماً سياسياً متعدد الأحزاب. تجرى الانتخابات مرة كل سنتين بالتناوب مع الانتخابات الرئاسية التي تعقد في السنوات التي تقبل القسمة على أربعة والانتخابات النصفية للكونغرس والبلديات التي تعقد في السنوات الزوجية لا تقبل القسمة على أربعة. «وجد المراقبون الدوليون أن الانتخابات الرئاسية والتشريعية منذ عام 1996 كانت حرة ونزيهة عمومًا.» يشرف المجلس المركزي للانتخابات المؤلف من 9 أعضاء على الانتخابات، وقراراته غير قابلة للطعن.
هناك العديد من الأحزاب السياسية والمنظمات المدنية الجديدة على الساحة. الأحزاب الثلاثة الرئيسية هي الحزب الاجتماعي المسيحي الإصلاحي المحافظ الذي وصل للسلطة في أعوام 1966-1978 و 1986-1996 والحزب الثوري الدومينيكاني الديمقراطي الاشتراكي الذي وصل للسلطة في عام 1963 و 1978-1986 و 2000-2004 والحزب اليسارية في الأصل والمحافظة على نحو متزايد حزب تحرير الدومينيكان الذي وصل للسلطة 1996-2000 ومنذ عام 2004.
أجريت الانتخابات الرئاسية لعام 2008 في 16 مايو/أيار 2008 حيث نجح ليونيل فيرناندز بنسبة 53 ٪ من الأصوات. تغلب على ميغيل فارغاس مالدونادو من الحزب الثوري الدومينيكاني والذي حصل على نسبة 40.48 ٪ من الأصوات. حقق أمابل أريستي نسبة 4.59 ٪ من الاصوات عن الحزب الاجتماعي المسيحي. أما مرشحو الأقليات الأخرى مثل النائب العام السابق غييرمو مورينو من الحركة من أجل الاستقلال والوحدة والتغيير والمرشح الرئاسي السابق عن الحزب الاجتماعي المسيحي والمنشق عنه إدواردو إستريلا فحصلوا على أقل من 1 ٪ من الاصوات.

## التقسيمات الإدارية

مقاطعات جمهورية الدومينيكان

تنقسم جمهورية الدومينيكان إلى 3 مناطق وبدورها تنقسم هذه المناطق إلى 10 أقاليم.
في عام 1858 قسمت الدولة إلى 3 إدارات وهي: سيباو «الشمال» (Cibao) و أوزاما «جنوب غرب» (Ozama) و سيبو «جنوب شرق» (Seybo).
تنقسم جمهورية الدومينيكان إلى 31 محافظة (provinces مفردها: provincia ) وتُعرف العاصمة سانتو دومينغو باسم المقاطعة الوطنية (Distrito Nacional)، والمحافظات هي المستوى الإداري الأول في التقسيمات الإدارية في الدولة. مقر المكاتب الأقليمية للحكومة المركزية توجد عادةً في عاصمة المحافظة. الرئيس يعين حاكم إداري ( Gobernador Civil) لكل محافظة ما عدا المقاطعة الوطنية (المقال التاسع في الدستور). وتنقسم المحافظات إلى بلديات (municipios ) وهي المستوى الإداري الثاني في الدولة . المقاطعة الوطنية أنشئت في عام 1936. وكانت في السابق تدعي محافظة سانتو دومينغو، والمحافظة كانت موجودة منذ الاستقلال في عام 1844. قد يتم الخلط بينها وبين المحافظة الجديدة التي إنشئت في عام 2001 والتي تدعي بنفس الأسم سانتو دومينغو.
تختلف المقاطعة الوطنية في طرق إدارتها عن المحافظة بعدم وجود حاكم إداري لها وتتكون من بلدية واحدة، مجلس مدينة سانتو دومينغو (ayuntamiento ) ولها عمدة مسؤول عن إدارتها .
| المنطقة                       | الأقليم                         |
| ----------------------------- | ------------------------------- |
| الشمال سيباو - Norte/Cibao    | شمال شرق سيباو - Cibao Nordeste |
| الشمال سيباو - Norte/Cibao    | شمال غرب سيباو - Cibao Noroeste |
| الشمال سيباو - Norte/Cibao    | شمال سيباو - Cibao Norte        |
| الشمال سيباو - Norte/Cibao    | جنوب سيباو - Cibao Sur          |
| الجنوب - Sur                  | فالديسيا - Valdesia             |
| الجنوب - Sur                  | الوادي - El Valle               |
| الجنوب - Sur                  | إنريكييو - Enriquillo           |
| الشرق/جنوب شرق - Este/Sureste | أوزما - Ozama                   |
| الشرق/جنوب شرق - Este/Sureste | هيغواما - Higüamo               |
| الشرق/جنوب شرق - Este/Sureste | يوما - Yuma                     |

## الجغرافيا

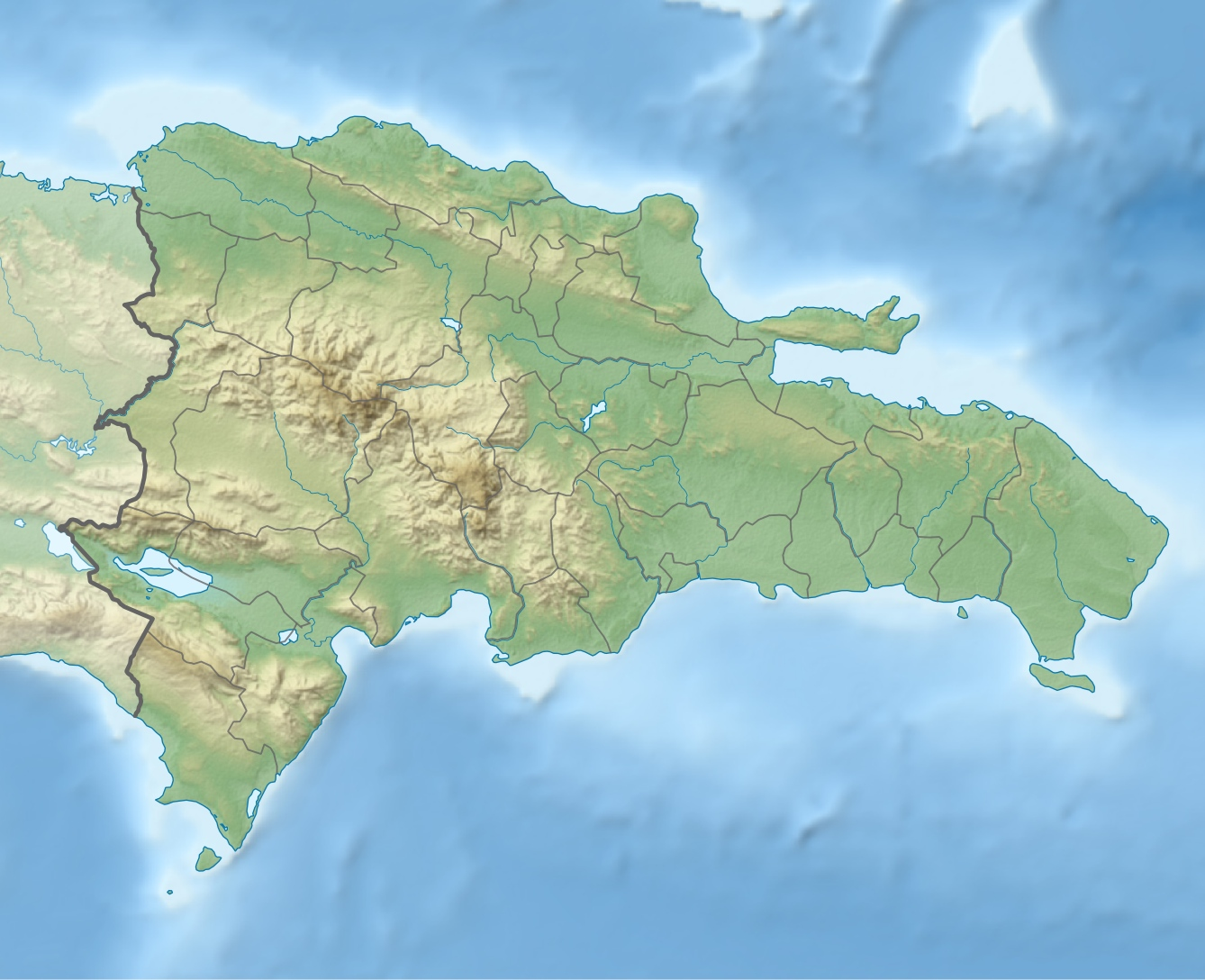
خريطة طبوغرافية لجمهورية الدومينيكان

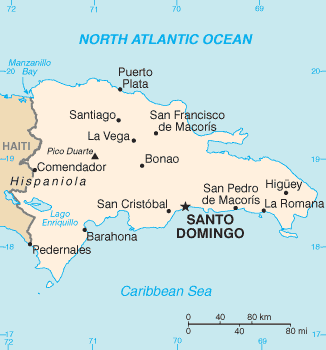
خريطة جمهورية الدومينيكان

تقع جمهورية الدومينيكان في الجزء الشرقي من جزيرة هيسبانيولا التي بدورها ثاني أكبر جزر الأنتيل الكبرى. تشترك معها هايتي في الجزيرة تقريباً بنسبة 2:1. تقدر مساحة البلاد بين 48,442 كم2 (وفقاً لسفارة البلاد في الولايات المتحدة) و 48,730 كم2 (وفقاً لوكالة المخابرات المركزية الأمريكية) مما يجعلها ثاني أكبر بلد في جزر الأنتيل بعد كوبا. تقع عاصمة البلاد وأكبر مدنها سانتو دومينغو على الساحل الجنوبي.
هناك العديد من الجزر الساحلية الصغيرة والجزر الصغيرة المنخفضة التي هي جزء من أراضي جمهورية الدومينيكان. أكبر الجزر قرب ساحل البلاد هي ساونا في الجنوب الشرقي وبياتا في الجنوب الغربي. في الشمال وعلى مسافة 100-200 كم (62-124 ميل) توجد ثلاثة ضفاف واسعة ومغمورة إلى حد كبير والتي هي جغرافيا الاستمرار الجنوبي الشرقي من البهاما: ضفة نافيداد والضفة الفضية وضفة مشوار. تدعي الدومينيكان حقها في ضفتي نافيداد والفضية.
توجد في البر الرئيسي للبلاد أربعة نطاقات جبلية هامة. في أقصى الشمال كوردييرا سيبتنتريونال («المدى الجبلي الشمالي»)، والذي يمتد من بلدة مونتي كريستي الساحلية في الشمالي الغربي بالقرب من الحدود مع هايتي إلى شبه جزيرة سامانا في الشرق موازية لساحل المحيط الأطلسي. أعلى مجموعة في جمهورية الدومينيكان وعملياً في كامل جزر الهند الغربية هي كوردييرا سنترال («المدى الجبلي المركزي»). تنحني تدريجياً نحو الجنوب وتنتهي بالقرب من بلدة أزوا على ساحل البحر الكاريبي. في كوردييرا الوسطى توجد أعلى أربع قمم في منطقة البحر الكاريبي: بيكو دوارتي بارتفاع (3098 م / 10164 قدم) فوق مستوى سطح البحر ولا بيلونا (3094 م / 10151 قدم) ولا روسييا (3049 م / 10003 قدم) وبيكو ياكي (2760 متر / 9055 قدم).
في الركن الجنوبي الغربي من البلاد وإلى الجنوب من كوردييرا الوسطى يوجد نطاقان آخران. أقصاهما شمالاً هو سييرا دي نيبا بينما في الجنوب سييرا دي باهوروكو والذي يعد استمراراً لكتلة لا سييه في هايتي. توجد مجموعات متفرقة من الجبال أخرى مثل كوردييرا اورينتال («المدى الجبلي الشرقي») وسييرا مارتن غارسيا وسييرا دي يامسا وسييرا دي سامانا.
يوجد بين الجبال الوسطى والشمالية وادي سيباو الخصب. توجد في هذا الوادي مدينة سانتياغو ومعظم المناطق الزراعية في البلاد. أما وادي سان خوان فهو شبه جاف وأقل إنتاجية ويقع جنوب كوردييرا الوسطى. أما الأكثر جفافاً فهو وادي نيبا والذي يقع بين سييرا دي نيبا وسييرا دي باهوروكو. تقع أغلب الأرض في حوض إنريكييو تحت مستوى سطح البحر مع طقس حار وجاف وبيئة شبه صحراوية. هناك أودية أخرى صغيرة في الجبال مثل وديان كونستانزا وخاراباكو وفيلا التاغراسيا وبونوا.

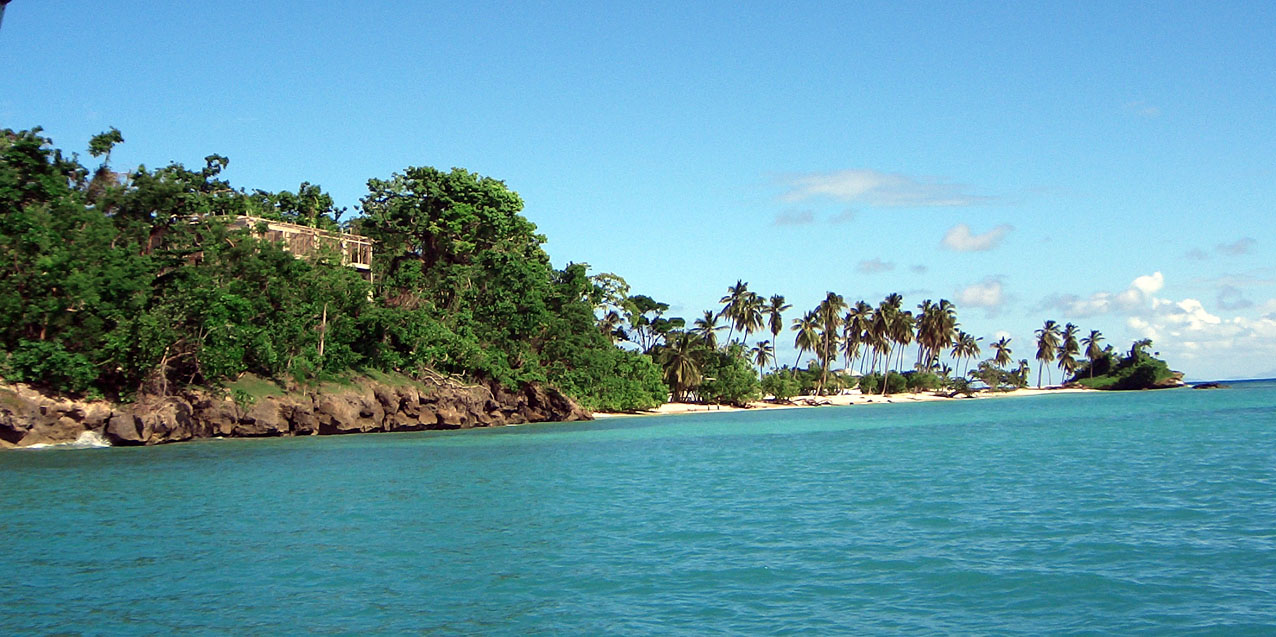
كايو ليفانتادو في خليج سامانا أحد الجزر المنخفضة العغديدة في جمهورية الدومينيكان

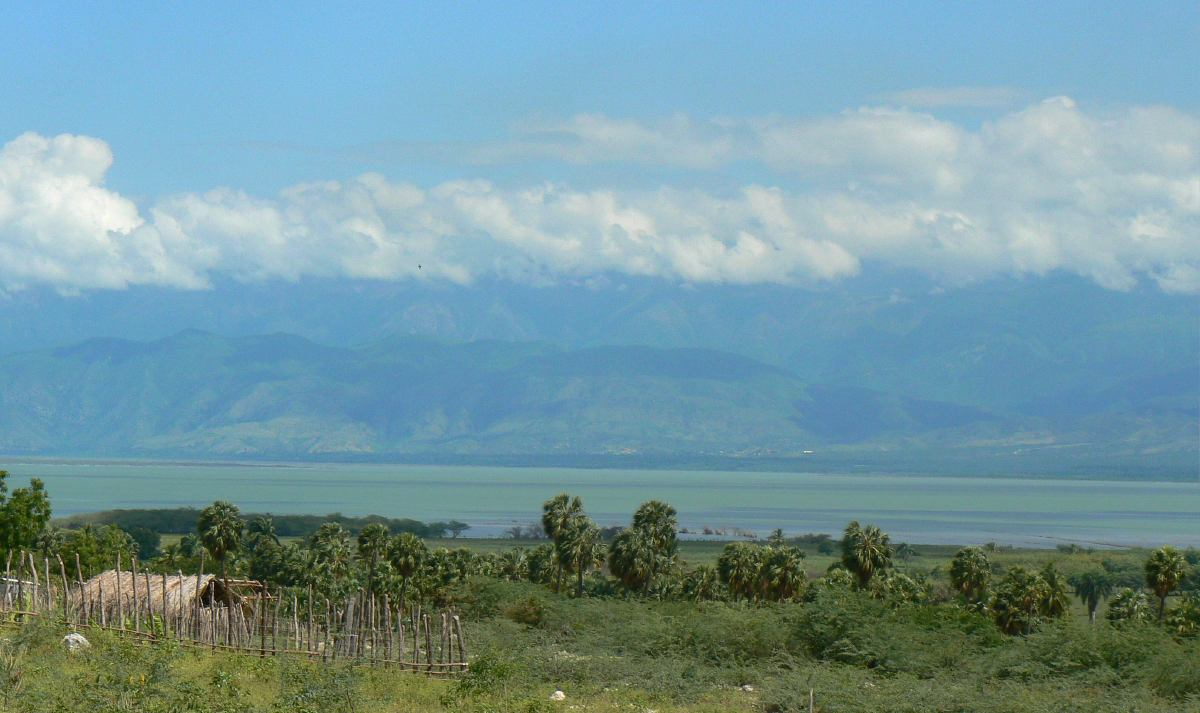
الشاطئ الجنوبي لبحيرة انريكيو ناظراً باتجاه الشمال نحو سييرا دي نيبا

منطقة السهل الساحلي على الكاريبي هي أكبر السهول في جمهورية الدومينيكان. تمتد شمال وشرق سانتو دومينغو وتحتوي على العديد من مزارع قصب السكر في السافانا الشائعة في تلك المنطقة. يتراجع عرض المنطقة من غرب سانتو دومينغو إلى 10 كم (6.2 ميل) عندما تصل الساحل تنتهي في مصب نهر اوكوا. شهل أزوا هو سهل آخر كبير لكنها منطقة جافة جدا في مقاطعة أزوا.
هناك أيضاً عدد قليل من السهول الساحلية الأخرى الصغيرة على الساحل الشمالي وشبه جزيرة بدرنالس.
توجد أربعة أنهار رئيسية تنشاً من جبال جمهورية الدومينيكان. ياكي دل نورتي هو أطولها وأهمها. يصب فيه الفائض من المياه من وادي سيباو ويصب في خليج مونت كريستي في شمال غرب البلاد. وبالمثل فإن نهر يونا يخدم فيغا ريال ويصب في خليج سامانا في شمال شرق البلاد. يتم تصريف مياه وداي سان خوان عبر نهر سان خوان رافد ياكي دل سور والذي يصب في البحر الكاريبي في الجنوب. أرتيبونيتو هو أطول نهر في هيسبانيولا ويتدفق غرباً إلى هايتي.
هناك أيضاً الكثير من البحيرات والبحيرات الساحلية. أكبر بحيرة هي إنريكييو وهي بحيرة ملحية وتقع 40 متراً (131 قدم) تحت مستوى سطح البحر وهي أيضاً أدنى مستوى في منطقة البحر الكاريبي. البحيرات الأخرى المهمة لاجونا دي رينكون أو كابرال ذات المياه العذبة ولاجونا دي أوفييدو وهي بحيرة ذات مياه قليلة الملوحة.

### المناخ
مناخ جمهورية الدومينيكان مداري في معظم الأحيان. متوسط درجات الحرارة السنوي هو 25 درجة مئوية (77 درجة فهرنهايت). في المرتفعات يبلغ متوسط درجة الحرارة 18 درجة مئوية (64.4 درجة فهرنهايت) بينما بالقرب من مستوى سطح البحر يبلغ متوسط درجات الحرارة 28 درجة مئوية (82.4 درجة فهرنهايت). يمكن أن تصل درجات الحرارة إلى 0 درجة مئوية (32 درجة فهرنهايت) في الجبال بينما قد ترتفع درجات الحرارة لأكثر من 40 درجة مئوية (104 درجة فهرنهايت) في الوديان المحمية. يناير وفبراير من أبرد شهور السنة بينما أشدها حرارة هو شهر آب / أغسطس. قد تهطل بعض الثلوج الخفيفة جداً في مناسبات نادرة على قمة دوارتي بيكو.
يستمر موسم الأمطار على طول الساحل الشمالي من تشرين الثاني / نوفمبر حتى شهر يناير / كانون الثاني. بينما يمتد موسم الأمطار في المناطق الأخرى من البلاد من أيار / مايو حتى تشرين الثاني / نوفمبر حيث يكون أيار / مايو أشدها غزارة بالأمطار. وسطي الأمطار السنوية هو 1.500 ملم (59.1 بوصة) في كامل البلاد، لكن في مواقع محددة مثل وادي نيبا قد تنخف معدلات الأمطار حتى 350 ملم (13.8 إنش) بينما يرتفع المعدل في كوردييرا الشرقية إلى 2.740 ملم (107.9 بوصة). يقع أجف أجزاء البلاد في الغرب. تؤثر الأعاصير الاستوائية على البلاد كل بضع سنوات حيث يشاهد 65% من آثارها على طول الساحل الجنوبي. موسم الأعاصير على الأرجح ما بين آب / أغسطس وتشرين الأول/ أكتوبر. كانت آخر مرة ضرب فيها إعصار من الدرجة الخامسة البلاد الإعصار ديفيد في عام 1979.

### قضايا بيئية
أدرج باخوس دي هاينا الذي يقع على بعد 19 كم (12 ميل) إلى الغرب من سانتو دومينغو على قائمة معهد بلاكسميث لأكثر 10 مناطق تلوثاً في العالم والذي صدر في أكتوبر 2006. يرجع ذلك إلى التسمم بالرصاص في مصنع إعادة تدوير بطاريات في المنطقة مغلق منذ عام 1999. بدأ تنظيف الموقع في عام 2008 ولكن الأطفال لا يزالوا يولدون بمعدلات مرتفعة من الرصاص مما يؤدي إلى ظهور صعوبات في التعلم وإعاقة النمو البدني والفشل الكلوي.

## الاقتصاد
تمتلك جمهورية الدومينيكان ثاني أكبر اقتصاد  (الأكبر وفقاً لوزارة الخارجية الأميركية) في أمريكا الوسطى ومنطقة البحر الكاريبي. تصنف البلاد على أنها بلد نامي بدخل متوسط مرتفع، حيث بلغ الناتج المحلي الإجمالي للفرد الواحد عام 2007 9,208$ أمريكي من حيث تعادل القوة الشرائية وهو معدل مرتفع نسبياً في أمريكا اللاتينية. في الربع الأول من عام 2007 شهدت البلاد نمواً استثنائياً بلغ 9.1 ٪ في ناتجها المحلي الإجمالي والذي كان في الواقع أقل من نسبة 10.9 ٪ التي كان عليها في العام السابق خلال نفس الفترة. جاء النمو عن طريق الواردات وتليها الصادرات بينما التمويل والاستثمار الأجنبي في المرتبة.
تعتمد البلاد بالدرجة الأولى على الموارد الطبيعية والخدمات الحكومية. وعلى الرغم من أن قطاع الخدمات قد تجاوز مؤخراً الزراعة باعتبارها القطاع الأكبر المشغل للدومينيكانيين (بسبب النمو في قطاع السياحة ومناطق التجارة الحرة)، فإن الزراعة لا تزال أهم قطاع من حيث الاستهلاك المحلي وفي المركز الثاني خلف التعدين من حيث عائدات التصدير. شهد قطاع الخدمات نمواً في السنوات الأخيرة وكذلك قطاع البناء. مكاسب منطقة التجارة الحرة والسياحة هي القطاع الأسرع نمواً في الصادرات. تدر سياحة العقارات وحدها 1.5 مليار دولار من الأرباح لعام 2007. أما تحويلات من المغتربين فبلغت ما يقرب من 3.2 مليار دولار في عام 2007.

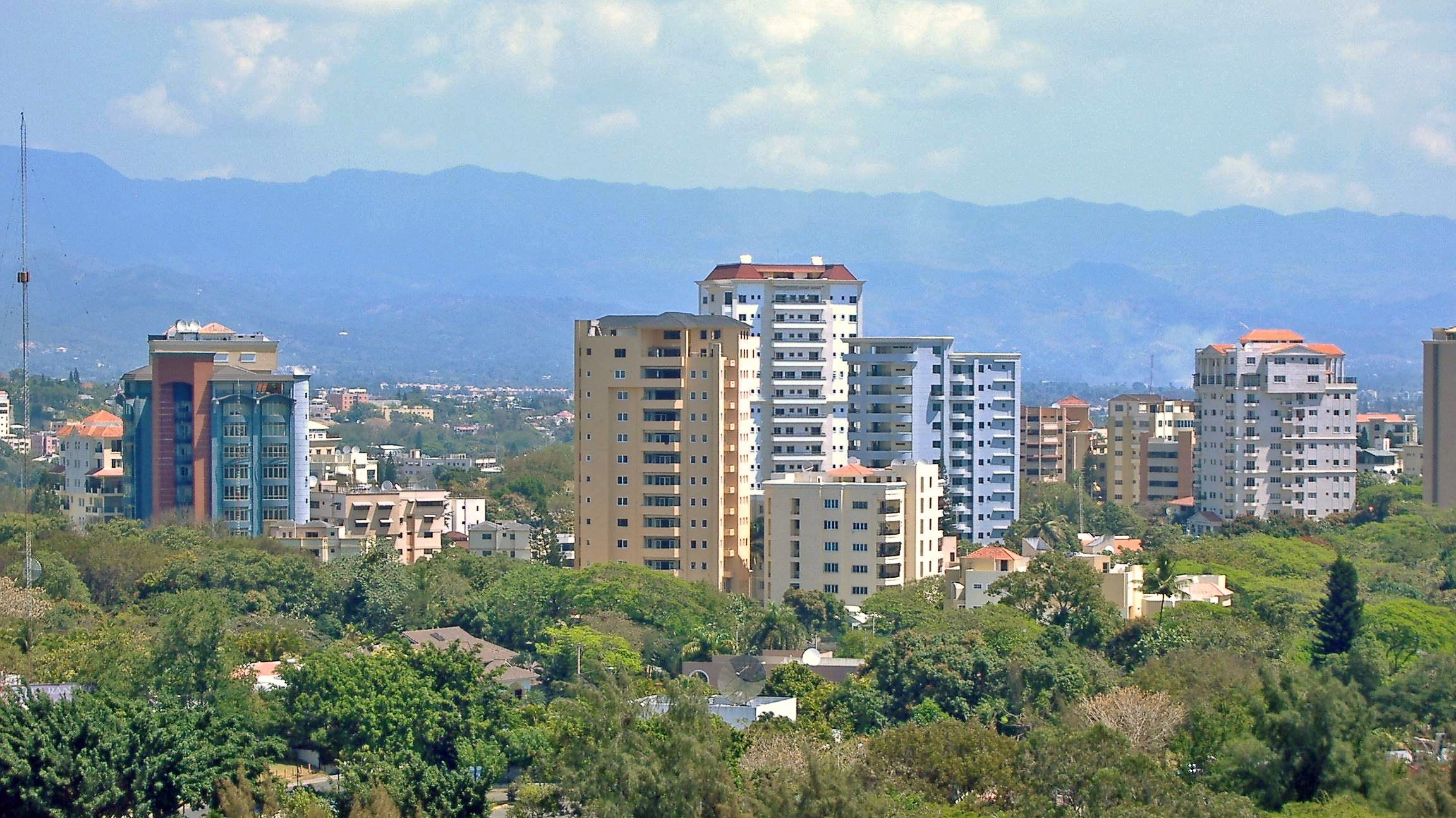
لا ترينيتاريا في سانتياغو وهي منطقة متزايدة النمو

اقتصاد البلاد يستمر في النمو على الرغم من النقص المزمن في الطاقة، والذي يسبب انقطاع التيار الكهربائي المتكرر وارتفاع الأسعار. وعلى الرغم من اتساع العجز التجاري، فإن إيرادات السياحة والتحويلات المالية تساعد في بناء احتياطي النقد الأجنبي. جمهورية الدومينيكان تمتلك قرض استهلاك أجنبي.
عقب الاضطراب الاقتصادي في أواخر الثمانينات وخلال التسعينات والتي تراجع فيها اجمالي الناتج المحلي الاجمالي بنسبة تصل إلى 5 ٪ وتضخمت الأسعار بنسبة غير مسبوقة بلغت 100 ٪، ودخلت الجمهورية الدومينيكية فترة من النمو وانخفاض التضخم حتى عام 2002، وبعدها دخل الاقتصاد في ركود.
تبع ذلك ركود وانهيار ثاني أكبر بنك تجاري في البلاد «بانينتر»، حيث ارتبط بقضية احتيال رئيسية بلغت قيمتها 3.5 مليار دولار، خلال إدارة الرئيس هيبوليتو ميخيا (2000-2004). امتلكت فضيحة بانينتر أثراً مدمراً على الاقتصاد الدومينيكاني مع انخفاض إجمالي الناتج المحلي بنسبة 1 ٪ في عام 2003 بينما ارتفعت معدلات التضخم بنسبة تزيد على 27 ٪. أدين جميع المتهمون بما في ذلك نجم المحاكمة رامون بايز فيغيروا، بينما فشل تسليم أحد المتهمين لرفض الولايات المتحدة تسليمه.
ووفقا للتقرير السنوي لعام 2005 للجنة الفرعية للأمم المتحدة بشأن التنمية البشرية في جمهورية الدومينيكان، يحل البلد في المرتبة 71 عالمياً لتوافر الموارد و 79 للتنمية البشرية و 14 في عالمياً في سوء إدارة الموارد. تؤكد هذه الإحصاءات الفساد الحكومي والتدخل الاقتصادي الأجنبي في البلاد والهوة بين الأغنياء والفقراء.
حققت جمهورية الدومينيكان المركز 94 في مؤشر الابتكار العالمي عام 2023، متراجعةً من المركز 87 عام 2019، ثم تراجعت للمركز 97 في مؤشر عام 2024.

### العملة
البيسو الدومنيكاني (DOP أو $RD)  هي العملة الوطنية في جمهورية الدومنيكان، كما يتم قبول الدولار الأمريكي واليورو في الأمكان السياحية. يستخدم دولار تقريباً في جميع المعاملات التجارية في الدومنيكان. البيسو الدومنيكاني كان مساوياً للدولار الأمريكي حتى الثمانينيات ولكن في 1993 أصبح 14.00 بيسو تساوي دولار واحد، في 2000 هبط وأصبح كل 16.00 بيسو تساوي دولار واحد، استمر بالانخفاض حتى وصل سعر صرف الدولار الأمريكي 53.00 بيسو في 2003.
في 2004 ارتفع سعر الصرف إلى 31.00 بيسو لكل دولار أمريكي واحد. في فبراير 2009 سعر الصرف للبيسو الواحد == 0.0281 دولار أمريكي، ويساوي أيضاً البيسو الواحد = 0.022 يورو، ويساوي أيضاً البيسو الواحد == 2.74 ين ياباني، وفي 2016 ارتفع سعر الصرف إلى 46.09 بيسو لكل دولار أمريكي واحد.

### السياحة
تساهم السياحة في النمو الاقتصادي لجمهورية الدومنيكان، فمن المتوقع أن يزيد عدد الوظائف والذي سجل في عام 2008 بـ550000 بنسبة 14.4% (وظيفة واحدة من بين كل 7 وظائف بنسبة 14.4%) إلى 743000 (أي وظيفة واحدة من بين كل 7.1 وظائف بنسبة 14.2%) في حلول عام 2018. ومع بناء مشاريع جديدة مثل (كاب كانا) وميناء (سان سوسي) في سانتو دومينغو، ومنتجع قصر القمر في بونتا كانا، تتوقع جمهورية الدومنيكان زيادة نسبة السياحة في السنوات القادمة.
السياحة البيئية أصبحت موضوعاً هاماً في البلاد، ففي مدن مثل خاراباكوا وكونستانزا ومواقع كبيكو دوارتي وباهيا دي لاس آغيلاس وغيرها أصبحت تشكل نسبة هامة في عوائد الجمهورية من السياحة.

## الديموغرافيا

### السكان
قدرت الأمم المتحدة تعداد سكان الجمهورية في عام 2007 بـ 9,760,000 نسمة، مما يضعها في المرتبة 82 من بين 193 دولة في العالم. في تلك السنة كان حوالي 5 ٪ من السكان فوق 65 سنة بينما قلت أعمار 35 ٪ من السكان عن 15 سنة. كان هناك 103 من الذكور مقابل كل 100 أنثى في البلاد في عام 2007. طبقاً للأمم المتحدة فإن معدل النمو السكاني السنوي للفترة 2006-2007 هو 1.5 ٪ حيث يتوقع أن يصل تعداد السكان في عام 2015 إلى 10,121,000.
قدرت الحكومة الدومينيكانية الكثافة السكانية في عام 2007 بما يقارب 192/كم2 (498 لكل ميل مربع)، و 63 ٪ من السكان يعيشون في المناطق الحضرية. تعد السهول الساحلية الجنوبية ووادي سيباو الأكثر كثافة سكانية في البلاد. بلغ تعداد سكان العاصمة سانتو دومينغو 3,014,000 في عام 2007. المدن المهمة الأخرى هي سانتياغو دي لوس كاباليروس (التعداد 756,098) ولا رومانا (250,000) وسان بيدرو دو ماكوريس وسان فرانسيسكو دي ماكوريس وبويرتو بلاتا ولا فيغا. وفقاً للأمم المتحدة يبلغ معدل النمو السكاني في المناطق الحضرية للفترة 2000-2005 نسبة 2.3 ٪.

### العرقيات

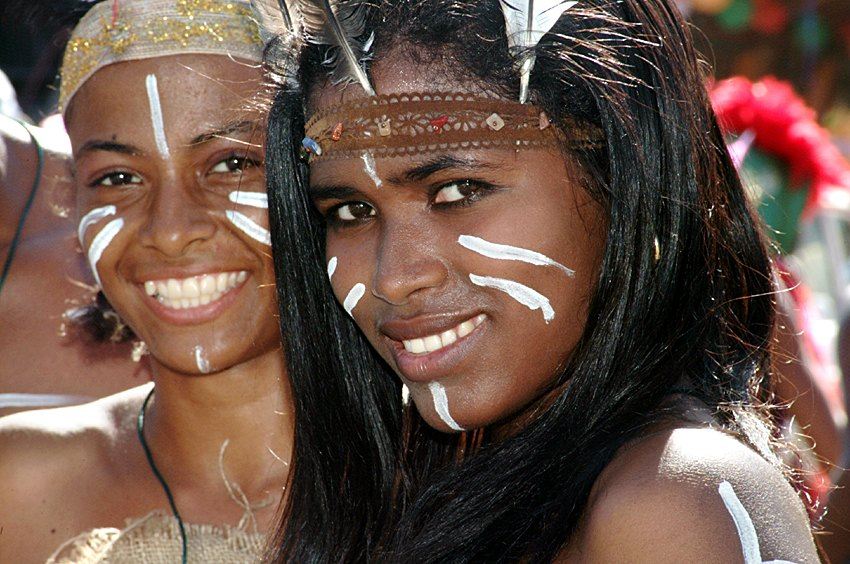
فتيات من جمهورية الدومينيكان بزي التاينو عام 2005

التكوين العرقي لسكان الجمهورية هو 73 ٪ متعددوا الأعراق و 16 ٪ أبيض و 11 ٪ أسود. المزيج العرقي في البلاد هو عموماً مزيج من الأوروبيين والأفارقة. تظهر البحوث أن ما لا يقل عن 15 ٪ من الدومنيكانيين ذو أصل تاينو. كما يقطن البلاد أقلية كبيرة من الهاييتيين. هناك أيضاً مجموعات عرقية أخرى من غربي آسيا مثل العرب من لبنان وسوريا وفلسطين. وأيضاً من شرقي آسيا (صينيون ويابانيون في المقام الأول). الأوروبيون يعودون غالباً لأصول إسبانية وألمانية وإيطالية وبرتغالية وبريطانية وفرنسية. هناك أيضاً عشرات الآلاف من الأمريكيين.
فرضت إسبانيا نظاماً طبقياً عنصرياً على سانتو دومينغو كما هو الحال في أماكن أخرى من الإمبراطورية الإسبانية. دامت آثاره وبلغت ذروتها في حالة أنتي-هاييتيزمو في ظل حكم تروخيو، حيث استخدم الديكتاتور الاضطهاد العنصري والحماسة القومية ضد الهاييتيين. وجدت بعثة الأمم المتحدة في أكتوبر/ تشرين الأول 2007 عنصرية ضد السود عمومًا وضد الهاييتيين بصفة خاصة في كافة قطاعات المجتمع الدومينيكاني. وفقاً لدراسة أجراها معهد الدراسات الدومينيكانية في جامعة مدينة نيويورك فإن حوالي 90 ٪ من سكان الدومينيكان المعاصرين يعودون بنسب ما لغرب أفريقيا بدرجات متفاوتة. بأي حال لا يعرف أغلب الدومينيكانيون أنفسهم بأنهم سود بعكس الآخرين من أصول غرب أفريقية في بلدان أخرى. تستخدم مجموعة متنوعة من التسميات للون البشرة مثل: مورينو (بني) وكانيلو (أحمر / بني) أو (قرفة) وانديو (هندي) وبلانكو أو اوسكورو (أبيض داكن) وتريغوينيو (حرفيا «لون القمح» أو بشرة زيتونية اللون).
رامونا هيرنانديز، مديرة معهد دراسات الدومينيكان في كلية المدينة في نيويورك تؤكد أن التسميات كانت بداية دفاعاً ضد العنصرية:" خلال حقبة تروخيو نبذ السكان ذوي البشرة الداكنة وهكذا خلقوا لأنفسهم آليات خاصة لمكافحتها." كما استطردت بالقول "عندما تسأل : ما أنت؟" فإنهم لا يعطونك الجواب الذي تريد... بالقول اننا لا نريد التعامل مع لوننا الأسود هو ببساطة ما تريد أن تسمعه."

### الدين
يعتنق 95.2 ٪ من شعب جمهورية الدومنيكان المسيحية حيث يتبع 88.6 ٪ الكنيسة الرومانية الكاثوليكية والبروتستانت 4.2 ٪. أدت الهجرة في الآونة الأخيرة فضلاً عن التبشير إلى جلب أديان أخرى بالنسب التالية في المجتمع: روحانيون 2.2 ٪  وكنيسة يسوع المسيح لقديسي الأيام الأخيرة 1.1 ٪  والبوذية 0.10 ٪ والبهائية 0.1 ٪  والإسلام 0.02 ٪ واليهودية 0.01 ٪ والديانة الصينية الشعبية 0.1 ٪  وفودو الدومنيكان (لا يوجد إحصاء).
للأمة قديستان راعيتان هما نويسترا سنيورا دي لا التاغراسيا (سيدتنا ذات السمو العالي) هي راعية شعب الدومينيكان، ونويسترا سنيورا دي لاس مرسيدس (سيدة الرحمة) هي راعية لجمهورية الدومينيكان.
بدأت الكنيسة الكاثوليكية تفقد شعبيتها في أواخر القرن التاسع عشر. نتيجة لنقص التمويل والكهنة وبرامج الدعم. في ذات الوقت بدأت الحركة البروتستانتية الإنجيلية تكسب تأييداً. التوتر الديني بين الكاثوليك والبروتستانت في البلاد نادر.
الحرية الدينية موجودة في جميع أنحاء البلد. لم يجر وضع قيود على بناء الكنائس حتى خمسينات القرن الماضي من قبل تروخيو. أرسلت خطابات احتجاج على الاعتقالات الجماعية لمعارضي للحكومة. بدأ تروخيو حملة ممنهجة ضد الكنيسة بالقبض على الكهنة والأساقفة الذين اصطفوا ضد الحكومة. انتهت هذه الحملة قبل أن تبدأ مع اغتياله.
ظهرت اليهودية في جمهورية الدومينيكان في أواخر الثلاثينيات من القرن العشرين. هاجرت مجموعة من اليهود أثناء الحرب العالمية الثانية من ألمانيا النازية إلى جمهورية الدومينيكان وأسست مدينة سوسوا والتي لا تزال مركزاً للسكان اليهود.

### اللغة
جمهورية الدومينيكان في مجملها ناطقة باللغة الإسبانية. بسبب الهجرة المستمرة من هايتي، يتحدث بالكريول الهايتية من قبل عدة مئات آلاف من المهاجرين ونسلهم. هناك مجتمع من حوالي 8000 ناطقين بإنكليزية سامانا في شبه الجزيرة سامانا. هم أحفاد العبيد الأميركيين المحررين الذين وصلوا في القرن التاسع عشر. السياحة وثقافة البوب الأميركية وتأثير الأميركيين الدومينيكانيين والعلاقات الاقتصادية للبلاد مع الولايات المتحدة تحفز الدومنيكانيين الآخرين على تعلم اللغة الإنجليزية. يتحدث بالفرنسية من قبل جزء كبير من السكان على الرغم من أنها ليست لغة رسمية.

### التعليم
التعليم الابتدائي مجاني وإلزامي للأطفال الذين تتراوح أعمارهم بين 5 و 14 عاماً، على الرغم من يعيشون في مناطق معزولة يحظون بفرص محدودة للحصول على التعليم. يتبع التعليم الابتدائي المدرسة متوسطة لمدة سنتين والثانوية ومدتها أربع سنوات، وبعد ذلك يحصل الطالب على شهادة البكالوريا. يبلغ عدد قليل نسبياً من ذوي الدخل المحدود هذا المستوى التعليمي وذلك بسبب الصعوبات المالية وعدم توفرها في كل مكان. أما الأكثر ثراء من الطلاب فيدرسون في المدارس الخاصة والتي ترعاها غالباً المؤسسات الدينية. تتاح بعض المدارس الحكومية والخاصة المهنية ولا سيما في مجال الزراعة، لكنها لا تصل سوى نسبة ضئيلة من السكان.

### الصحة
بلغ معدل الولادات عام 2007 في جمهورية الدومنيكان 22.91 من كل 1000، بينما كان معدل الوفيات 5.32 من كل 1000.
وصلت نسبة انتشار فيروس HIV في جمهورية الدومنيكان في عام 2003 إلى 1.7% حيث يقدر عدد المصابين بالفيروس 88,000 شخص. توجد حالياً حملة مقرها الولايات المتحدة تساهم في مكافحة الإيدز في جمهورية الدومينيكان. حمى الضنك مستوطنة في البلاد كما توجد إصابات بالملاريا.
الإجهاض غير قانوني في الجمهورية في كل الحالات بما في ذلك الحمل التالي للاغتصاب وزنا المحارم وحتى في الحالات التي تكون فيها صحة الأم في خطر. أعيد تأكيد هذا الحظر من قبل الحكومة الدومينيكانية في حكم في مشروع قانون إصلاح دستوري في سبتمبر/ أيلول 2009.

### الجريمة
جمهورية الدومنيكان نقطة عبور للمخدرات الكولومبية المتجهة إلى أوروبا وكذلك الولايات المتحدة وكندا. كما أن غسل الأموال عبر جمهورية الدومينيكان مفضل من قبل عصابات المخدرات الكولومبية بسبب سهولة المعاملات المالية غير المشروعة. في عام 2004 أشارت التقديرات إلى أن 8 ٪ من الكوكائين المهرب إلى الولايات المتحدة يأتي عبر جمهورية الدومينيكان. تفاعلت جمهورية الدومنيكان مع ذلك بزيادة جهودها للاستيلاء على شحنات المخدرات واعتقال وتسليم المتورطين ومكافحة غسل الأموال.

### الهجرة
في القرن العشرين، استقر العديدون من العرب (في المقام الأول من لبنان وسوريا) واليابانيين وبدرجة أقل الكوريين في البلاد كتجار وعمال زراعيين. بينما وجد الصينيون الذين فروا من جيش التحرير الشعبي الشيوعي الصيني عملاً في المناجم وبناء السكك الحديدية. يبلغ تعداد الدومنيكانيين الصينيين نحو 50,000. يتزايد المجتمع العربي بمعدل متزايد حيث تشير التقديرات إلى أن أعدادهم تقرب من 3,400. أما المهاجرون اليابانيون فيعملون في الغالب في المناطق التجارية والأسواق وتشير التقديرات بأن أعدادهم نحو 1900 في البلاد. الوجود الكوري طفيف ولكنه واضح ويبلغ تعدادهم نحو 500 شخص.
بالإضافة إلى ذلك، هناك أبناء المهاجرين الذين جاءوا من جزر البحر الكاريبي الأخرى بما فيها سانت كيتس ونيفيس ودومينيكا وأنتيغوا وسانت فنسنت ومونتسرات وتورتولا وسانت كروا وسانت توماس ومارتينيك وغوادلوب. يعملون في مزارع قصب السكر والموانئ واستقر معظمهم في مدينتي سان بيدرو دي ماكوريس وبويرتو بلاتا. يعتقد بأنهم 28,000 شخص. قبل وأثناء الحرب العالمية الثانية انتقل 800 لاجئ يهودي إلى جمهورية الدومينيكان.

#### الهجرة الهاييتية غير المشروعة
هايتي أفقر بكثير من جمهورية الدومنيكان. في عام 2003 كان 80 ٪ من مجموع سكان هايتي دون خط الفقر (54% في حالة من الفقر المدقع) و 47.1 ٪ أميون. يبلغ تعداد ساكن البلاد تسعة ملايين نسمة ويرتفع عدد السكان بسرعة لكن أكثر من ثلثي اليد العاملة يفتقر وظائف رسمية. بلغ نصيب الفرد من الناتج المحلي الإجمالي في هاييتي (تعادل القوة الشرائية) 1300 $ في عام 2008، أي أقل من سدس الرقم الدومينيكان. نتيجة لذلك هاجر مئات الآلاف من الهايتيين إلى جمهورية الدومينيكان حيث تقدر أعدادهم بنحو 800,000، بينما تبلغ التقديرات الأخرى لهاييتي المولد بنحو مليون شخص. يعملون عادة في وظائف منخفضة الأجر وغير الماهرة مثل تشييد المباني وتنظيف المنازل وفي مزارع قصب السكر.
أطفال المهاجرين غير الشرعيين من هايتي في كثير من الأحيان عديمو الجنسية ومحرومون من الخدمات حيث أن آبائهم لم يحصلوا على الجنسية الدومينيكانية باعتبارهم سكاناً عابرين وذلك بسبب وضعهم غير القانوني أو غير الموثق وعلى الرغم من كون أبنائهم مؤهلون في كثير من الأحيان للحصول على الجنسية في هايتي فإن هاييتي لا تمنحهم إياها بسبب عدم وجود الوثائق اللازمة أو الشهود.
يعبر عدد كبير من النساء من هايتي وهن يعانون من مشاكل صحية عدة الحدود إلى الأراضي الدومينيكانية خلال الأسابيع الأخيرة من الحمل للحصول على العناية الطبية التي يحتاجونها من أجل الولادة، حيث أن المستشفيات العامة الدومينيكانية لا ترفض الخدمات الطبية على أساس الجنسية أو الحالة القانونية. إحصاءات إحدى المشافي في سانتو دومينغو تذكر أن أكثر من 22 ٪ من الولادات هي من أمهات هاييتيات.
في عام 2005 انتقد رئيس الدومينيكان ليونيل فرناندز الطرد الجماعي للهايتيين بأنها حدثت «بطريقة تعسفية وغير إنسانية». بعد أن أصدر وفد من الأمم المتحدة تقريراً أولياً يذكر فيه وجود مشكلة عميقة في العنصرية والتمييز ضد السكان من أصل هايتي، أصدر وزير خارجية الدومينيكان كارلوس موراليس ترونكوسو بياناً رسمياً يستنكر ذلك مؤكداً أن «حدودنا مع هايتي لديها مشاكلها، هذا هو واقعنا، ويجب أن يكون مفهوماً، ومن المهم عدم الخلط بين السيادة الوطنية وعدم المبالاة، وعدم خلط الأمن مع كراهية الأجانب».

### الهجرة العكسية
بدأت أولى موجات الهجرة الثلاث التي حدث في أواخر القرن العشرين عام 1961، بعد اغتيال الدكتاتور تروخيو  بسبب خوف حلفائه من الانتقام وحالة عدم اليقين السياسي بصفة عامة. في عام 1965، قامت الولايات المتحدة بالاحتلال العسكري لجمهورية الدومينيكان لانهاء الحرب الأهلية. بناء على ذلك، خففت الولايات المتحدة القيود المفروضة على السفر، مما سهل على الدومنيكان الحصول على تأشيرات في الولايات المتحدة. استمر النزوح بين 1966-1978 الذي غذاه ارتفاع معدلات البطالة والقمع السياسي. أسست مجتمعات المهاجرين من الموجة الأولى إلى الولايات المتحدة شبكة ساعدت الموجات اللاحقة. في أوائل الثمانينات وبسبب العمالة الناقصة والتضخم وارتفاع قيمة الدولار بدأت الموجة الثالثة من الهجرة من الدولة الجزيرة. لا تزال الهجرة اليوم من جمهورية الدومينيكان مرتفعة. قدر في عام 2006 وجود ما يقرب من 1.3 مليون شخص من أصل دومينيكاني في الولايات المتحدة مأخوذاً في الحسبان المولدون في الخارج وفي الولايات المتحدة.

## الثقافة
الثقافة الدومينيكانية كغيرها من جيرانها في الكاريبي الإسباني، مزيج من ثقافات المستعمرين الإسبان والمواطنين ذو الأصول الأفريقية وأبناء التاينو. تبرز العناصر الثقافية الرئيسية الأوروبية والأفريقية والتاينو في المطبخ والأسرة والدين والموسيقى. تستخدم العديد من أسماء الأراواك
وتاينو في المحادثات اليومية والعديد من الأطعمة المحلية في جمهورية الدومينيكان.

### المطبخ
يتكون المطبخ الدومينيكاني أساساً من مزيج من التأثيرات الإسبانية والأفريقية على مدى القرون القليلة الماضية. حيث أن الأطباق الدومينيكانية مماثلة تماماً لما يمكن العثور عليه في البلدان اللاتينية الأخرى، لكن أسماء العديد من الأطباق تختلف عن مثيلاتها. أحد أطباق الإفطار يتكون من البيض والمنغو (موز الجنة المغلي والمهروس) وهو طبق تشترك فيه جمهورية الدومينيكان مع كوبا وبورتوريكو. قد يضاف للمنغو لحم مقلي (السلامي الدومينيكاني عادة) و/ أو الجبن. وجبة الغداء وعلى غرار إسبانيا عادة أكبر وأهم وجبة في اليوم. يتألف الغداء عادة من الأرز واللحوم (مثل الدجاج ولحم البقر ولحم الخنزير والسمك) والفاصولياء والسلطات. «لا بانديرا» (حرفيا «العلم») هو الطبق الأكثر شعبية على الغداء ويتكون من اللحوم والفاصولياء الحمراء والأرز الأبيض. سانكوشو هو حساء مصنوع من سبعة أصناف من اللحوم.
تحتوي الوجبات عموماً على حصة أكبر من النشويات واللحوم منها من منتجات الألبان والخضروات. تحضر العديد من الأطباق باستخدام سوفريتو والذي هو مزيج من الأعشاب والتوابل المحلية المطهية للحصول على كامل النكهات الكامنة في الطبق. على طول الساحل الجنوبي المركزي يستخدم البرغل أو القمح الكامل مكوناً رئيسياً كويبيس أو تيبيلي (تبولة). من الأطعمة الدومينيكانية الأخرى شيكارون ويوكا وكازابي وباستيليتوس وباتاتا وباستيليس إن هوخا وشيميكوريس وتوستونيس. من بعض الحلويات المفضلة في الدومينيكان آروز كون دولسي (أو أروز كون ليشي) وبيزكوشو دومينيكانو (حرفياً كعكة دومينيكانية) وابيشويلاس كون دولسي والفطائر وفريو فريو (أقماع ثلج) ودولسي دي ليشي وكانيا (قصب السكر). أما من المشروبات المفضلة في الدومنيكان مورير سوسنياندو والرم والبيرة وماما خوانا وباتيدا وخوغوس ناتوراليس (عصير فاكهة طازج) ومابي والقهوة وشاكا (ميز كون دولسي) (أو ميز كون ليشي)، حيث يوجد الأخير فقط في المحافظات الجنوبية من البلاد مثل سان خوان.

### الموسيقى

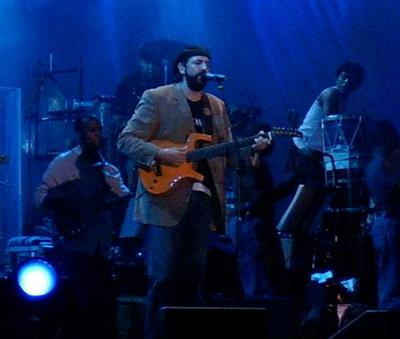
خوان لويس غيريرا (مغن دومينيكاني) في حفلة عام 2005

من الناحية الموسيقية تعرف جمهورية الدومينيكان بإنشاء نمط موسيقي يعرف باسم ميرينغي، وهو موسيقى راقصة وإيقاع حيوي سريع الوتيرة يتكون من وتيرة من حوالي 120-160 دقة في الدقيقة (على الرغم من أنه قد يتنوع) وفقاً للأدوات الموسيقية مثل الطبول والأدوات الوترية والأكورديون بالإضافة إلى بعض العناصر الخاصة بالكاريبي الإسباني مثل تامبورا وكويرا. تتبع نغماتها نمط قرع اللاتيني وغيتار البيس وأدوات النفخ والعزف على البيانو والأورغ الكهربائي. بين عامي 1937 - 1950 رقيت موسيقى ميرينجي دولياً من جانب فرق دومنيكانية مثل بيو كاراكاس بويز وشابوزو وداميرون «لوس رييس دل ميرينغي» وخوزيتو ماتيو وغيرهم. ساهمت الإذاعة والتلفزيون ووسائل الإعلام الدولية في زيادة شعبيتها. من الفنانين الميرينغي المشهورين جوني فينتورا وخوان لويس غيرا وفرناندو فيالونا وادي هيريرا وسيرجيو فارغاس وتونيو روزاريو وميلي كيزادا وشيشي بيرالتا. أصبحت الميرينغي ذات شعبية في الولايات المتحدة وغالباً على الساحل الشرقي خلال الثمانينيات والتسعينات  عندما هاجر العديد من الفنانين مثل فيكتور روكي ي لا غران مانزانا وهنري هييرو وزاكارياس فيريرا وأفينتورا وميلي وجوسلين أي لوس فيسينوس إلى الولايات المتحدة (و خاصة نيويورك) وباشروا الأداء في مسرح النادي اللاتيني والبث الإذاعي. ساهم ظهور باتشاتا جنباً إلى جنب مع زيادة في عدد الدومنيكانيين وغيرهم من اللاتينيين في نيويورك ونيوجيرسي وفلوريدا في نمو شعبية الموسيقى الدومينيكانية عموماً.
أصبحت الباتشاتا والتي هي موسيقى ورقصة من ريف الدومينيكان ذات شعبية في السنوات الأخيرة. غالباً ما تكون مواضيعها رومانسية تتناول حكايات الحسرة والحزن. في الواقع كان الاسم الأصلي لهذا النوع أمارغي («المرارة»، أو «الموسيقى المريرة» موسيقى البلوز) حتى بروز الاسم الغامض (و المحايد) الباتشاتا. نمت الباتشاتا ولا تزال ترتبط ارتباطاً وثيقاً بالنمط الأمريكي اللاتيني الرومانسي المعروف باسم بوليرو. مع مرور الوقت تأثرت بأسلوب ميرينغي وبمجموعة متنوعة من أساليب الإيتار في أمريكا اللاتينية.
موسيقى الروك الدومينيكانية أيضاً ذات شعبية. حيث أن العديد إن لم يكن الأغلبية من فرق الروك تتمركز في سانتو دومينغو.
بدأ الراب الدومينيكاني يكتسب شعبية متزايدة في البلاد ولا سيما في صفوف الشباب. يعرف أيضاً باسم راب ديل باتيو («راب الباحة») وهو من موسيقى الراب التي أنشأتها فرق دومينيكانية أو فنانين منفردين. نشأت في أوائل القرن الحالي مع فرق مثل تشارلز فاميلي، وبرز مغنو راب ناجحين مثل لابيز كونسينتي وفاكيرو وتوكسيك كرو وآر ون. تبنى الشباب هذه الموسيقى وأحياناً أكثر من ميرينجي أو ميرينجي تيبيكو أو باتشاتا أو السالسا أو أخيراً ريغيتون. يختلف راب الدومينيكان عن ريغيتون في أن راب الدومينيكان لا يستخدم إيقاع ديم بو التقليدي المستخدم غالباً في ريغيتون، حيث يستخدم بدلاً من ذلك إيقاعاً متأثراً بالهيب هوب.

### الرياضة

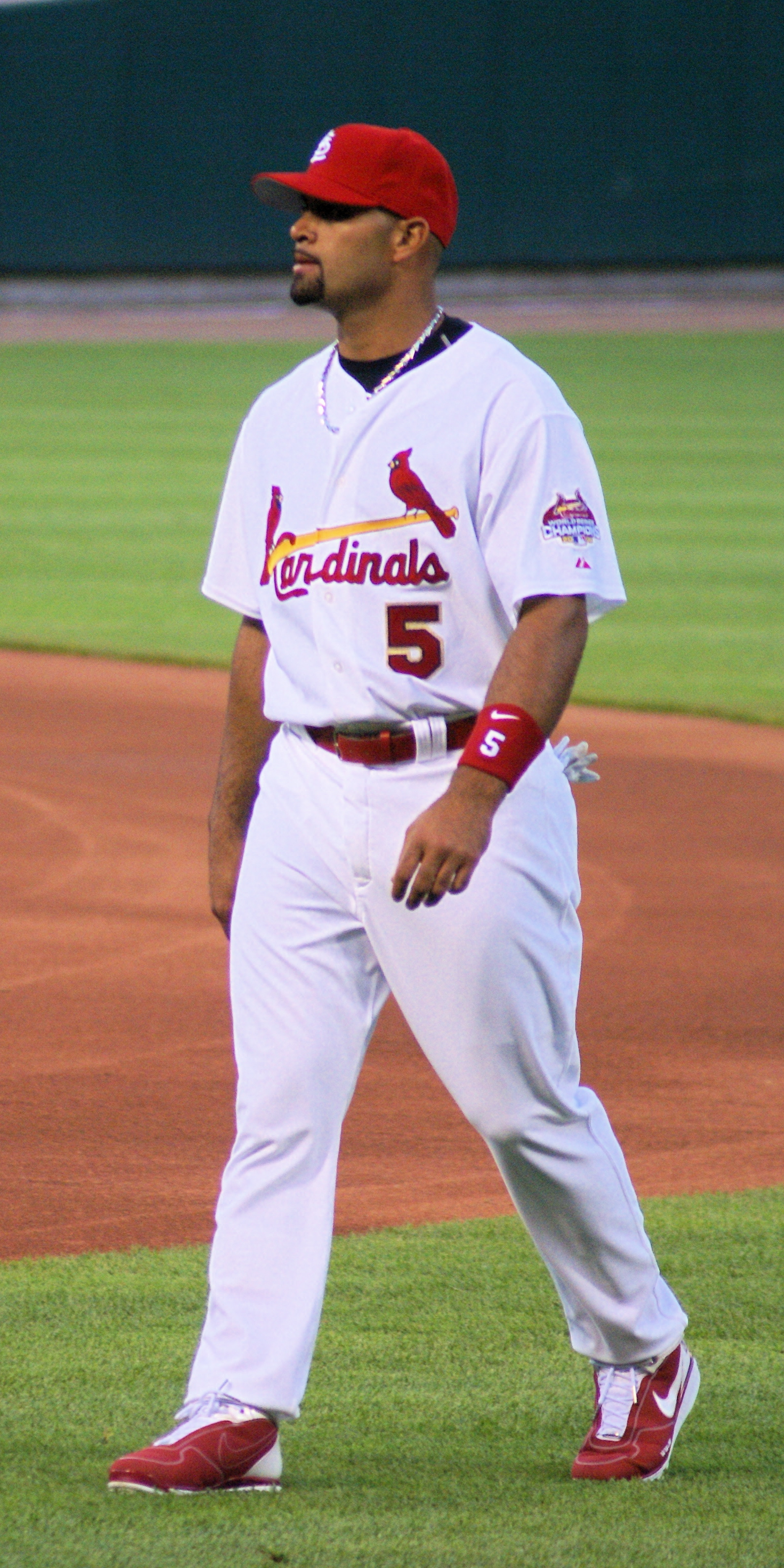
ألبرت بوخولز.

البيسبول هي إلى حد بعيد الرياضة الأكثر شعبية في جمهورية الدومينيكان. يضم دوري اللعبة ستة فرق. يبدأ عادة في تشرين الأول/ أكتوبر وينتهي في كانون الثاني / يناير. بعد الولايات المتحدة، تمتلك الجمهورية الدومينيكية ثاني أكبر عدد من اللعبين في بطولة البيسبول الكبرى في الولايات المتحدة. يعتبر بعض هؤلاء اللاعبين من بين الأفضل في اللعبة. أوزي فيرجيل أصبح أول دومينيكاني يلعب في الدوري. هناك عدد قليل من الآخرين الذين ولدوا في جمهورية الدومينيكان مثل جوليان خافيير وبيدرو مارتينيز وماني راميريز وديفيد اورتيز وألبرت بوخولز وخوان ماريشال وسامي سوسا فيليبي الو والذي نجح كمدرب أيضاً.
في الملاكمة أنجبت البلاد العديد من الملاكمين ذوي الطراز العالمي والعديد من أبطالها على مستوى العالم. تتمتع كرة السلة بشعبية عالية نسبياً. من بين اللاعبين الدومينيكانيين المولودين في الدومنيكان والمشاركين حالياً في اتحاد كرة السلة الوطني (NBA) آل هورفورد وفيليبي لوبيز وفرانسيسكو غارسيا. أما في الأولمبياد فحصلت فيليكس سانشيز على بطولة العالم والميدالية الذهبية الأولمبية في سباق أكثر من 400 م حواجز، وكذلك اللاعب لويس كاستيو المنضم لفريق سان دييغو تشارجرز (اتحاد كرة القدم الأميركي).
تعتبر كرة القدم ثالث أكثر الرياضات شعبية في جمهورية الدومينيكان بعد البيسبول وكرة السلة. أما كرة الطائرة التي عرفتها البلاد عن طريق مشاة البحرية الأمريكيين في عام 1916، يديرها اتحاد الكرة الطائرة الدومينيكاني. أما الرياضات الأخرى فتشمل الرياضات القتالية كالتايكواندو والتي حصد فيها غابرييل مرسيدس الميدالية الأولمبية الفضية والجودو.

### الأعياد
| التاريخ                    | المناسبة                 | ملاحظات                                                                    |
| -------------------------- | ------------------------ | -------------------------------------------------------------------------- |
| 1 يناير/ كانون الثاني      | رأس السنة الميلادية      | عطلة رسمية.                                                                |
| 6 يناير/ كانون الثاني      | عيد الغطاس الكاثوليكي    | متبدل.                                                                     |
| 21 يناير/ كانون الثاني     | يوم التاغراسيا           | عطلة رسمية. يوم القديسة الراعية (كاثوليكي).                                |
| 26 يناير/ كانون الثاني     | يوم دوارتي               | متبدل. الأب المؤسس.                                                        |
| 27 فبراير/ شباط            | عيد الاستقلال            | عطلة رسمية. اليوم الوطني.                                                  |
| (تاريخ متغير)              | أسبوع الآلام             | أيام عمل عدا جمعة الآلام عطلة كاثوليكية.                                   |
| 1 مايو/ أيار               | عيد العمال               | متبدل.                                                                     |
| الأحد الأخير من مايو/ أيار | عيد الأم                 |                                                                            |
| (تاريخ متغير)              | كوربوس كريستي الكاثوليكي | عطلة رسمية. يوم خميس في مايو/أيار أو يونيو/ حزيران (60 يوم بعد أحد الفصح). |
| 16 أغسطس/ آب               | يوم استعادة الاستقلال    | عطلة رسمية.                                                                |
| 24 سبتمبر/ أيلول           | فيرجن دي لاس ميرسيدس     | عطلة رسمية. يوم القديسة الراعية (كاثوليكي)                                 |
| 6 نوفمبر/ تشرين الثاني     | يوم الدستور              | متبدل.                                                                     |
| 24 ديسمبر/ كانون الأول     | ليلة عيد الميلاد         |                                                                            |
| 25 ديسمبر/ كانون الأول     | عيد الميلاد              | عطلة رسمية. ميلاد عيسى المسيح                                              |

ملاحظات:
- لا تبدل أيام العطل الرسمية.
- إذا وقعت عطلة متبدلة يوم سبت أو أحد أو اثنين فإنها لا تبدل. أما إذا وقعت ثلاثاء أو أربعاء، فإنها تنقل ليوم الاثنين السابق. أما إذا كانت يوم خميس أو جمعة فحينها تنقل إلى الاثنين التالي.

## الجيش

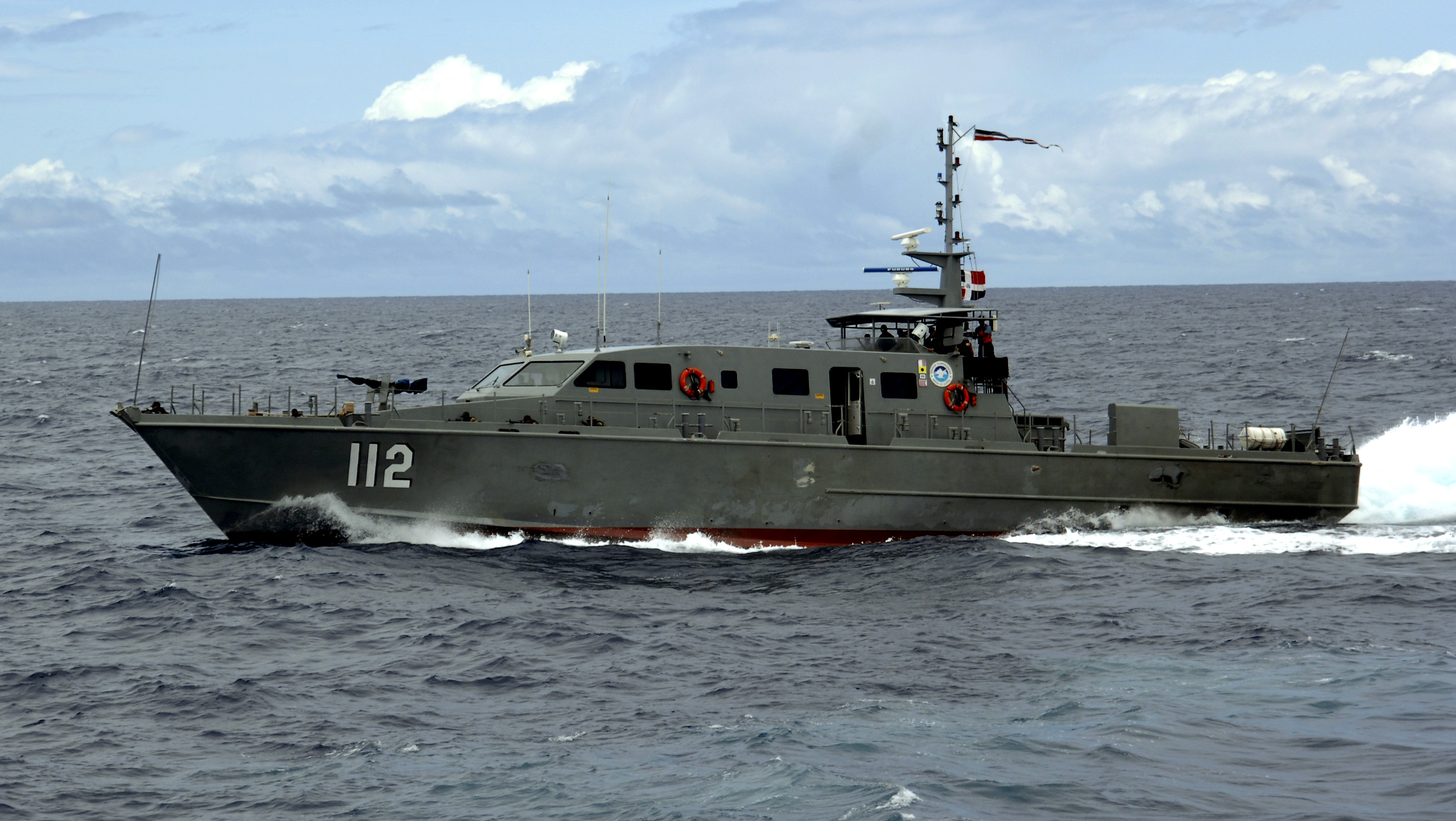
زورق دورية بحرية (PB 112) "النسر" تابع للبحرية الدومنيكانية

يجيز الكونغرس نشر قوة عسكرية مشتركة نشطة قوامها 44,000. بينما القوة الفعلية للبلاد تقرب من 32,000. مع ذلك فإن ما يقرب من 50% من طاقمها يعمل في الأنشطة غير العسكرية مثل شركات الأمن التي تؤمن الحماية للمؤسسات العسكرية المملوكة للدولة ومحطات إسعاف الطرق السريعة والسجون والعمل في الغابات ومؤسسات الدولة والشركات الخاصة. رئيس البلاد هو القائد العام للقوات المسلحة. المهمة الرئيسية للقوة العسكرية للبلاد هي الدفاع عن الوطن وحماية وحدة أراضي البلاد. يضم الجيش ما يقرب من 20,000 من العاملين في القطاع العسكري في الدومينيكان ويتألف من ستة ألوية مشاة ولواء دعم قتالي ولواء خدمات دعم قتالي. يعمل سلاح الجو في قاعدتين رئيسيتين، أولاهما في المنطقة الجنوبية بالقرب من سانتو دومينغو وثانيهما في المنطقة الشمالية بالقرب من بويرتو بلاتا. بينما تدير القوات البحرية اثنتين من القواعد البحرية الرئيسية واحدة في سانتو دومينغو وأخرى في لاس كالديراس على الساحل الجنوبي الغربي، ويضم 12 سفينة عاملة. في منطقة البحر الكاريبي، تتفوق عليها كوبا فقط من حيث القوة العسكرية.
نظمت القوات المسلحة وكالة متخصصة بأمن المطارات وأخرى متخصصة بأمن الموانئ لتلبية احتياجات الأمن الدولي في هذه المجالات. كما أعلنت وزيرة القوات المسلحة أيضاً عن وجود خطط لتشكيل فيلق متخصص بالحدود. بالإضافة إلى ذلك فإن القوات المسلحة توفر 75 ٪ من الموظفين لمديرية التحقيقات الوطنية ومديرية مكافحة المخدرات.
يبلغ قوام قوة الشرطة الوطنية الدومينيكانية 32,000 شخص. لا تعد الشرطة جزءاً من القوات المسلحة للبلاد، لكنها تساهم عند تداخل المهام الأمنية. ثلاث وستون في المئة من القوة الشرطية في البلاد تخدم خارج نطاق الوظائف التقليدية للشرطة، على غرار نظرائهم العسكريين.

## الخدمات والنقل

### الاتصالات
تمتلك جمهورية الدومينيكان بنية تحتية متطورة في مجال الاتصالات السلكية واللاسلكية بوجود خدمة واسعة النطاق لكل من الهواتف النقالة والهاتف الثابت. تتوفر خدمات كابل الإنترنت والدي اس ال في معظم أنحاء البلاد كما يقدم العديد من مزودي خدمات الإنترنت خدمة الإنترنت اللاسلكية 3G. تبلغ سرعات الإنترنت من 256 كيلوبت/ثانية / 128 كيلوبت/ثانية للخدمات السكنية وتصل إلى 5 ميغابت/ثانية / 1 ميغابت/ثانية للخدمات السكنية. أما للخدمة التجارية فتصل السرعات إلى 256 كيلوبت / ثانية حتى 154 ميغابت / ثانية. (الأرقام تشير إلى السرعة وارد / صادر، أي إلى المستخدم / من المستخدم.) برزت مشاريع لتوسيع نطاق الواي فاي في سانتو دومينغو. أما محطات الإذاعة والتلفزيون التجارية في البلاد فهي في نطاق التحول للبث الرقمي عبر الإذاعة والتلفزيون عالي الدقة. منظم قطاع الاتصالات في البلاد هي شركة إندوتيل.
أكبر شركة للاتصالات السلكية واللاسلكية هي كلارو كودتل وهي مزود للخدمات اللاسلكية والشبكات الأرضية والإنترنت وخدمات البث التلفزيوني عبر الانترنت والتي هي جزء من أميريكا موفيل التابعة لكارلوس سليم حلو.
تشير تقارير اندوتيل أنه اعتبارا من 5 يونيو/ حزيران 2009 وصل عدد مشتركي الهواتف (المحمولة والثابتة) أكثر من 8 ملايين مشترك في البلاد، أي ما يمثل 81 ٪ من سكان البلاد وزيادة خمسة أضعاف منذ عام 2000 حيث كان عدد المشتركين 1.6 مليون فقط. يولد قطاع الاتصالات حوالي 3.0 ٪ من الناتج المحلي الإجمالي. تذكر اندوتل وجود 6,807,831 مشترك في خدمات الخلوي مسبوقة الدفع بينما يبلغ عدد مشتركي الخدمات لاحقة الدفع 994,027 (ضمن عقد). أما في مجال خطوط الهاتف الثابت (غير الخلوية) فيوجد 678,901 خط مخصص للاستخدام السكني. أما الخطوط المخصصة للاستخدام التجاري فهي 266,341 والخطوط في قطاع العام وقطاع الخدمات فتبلغ 13639. اعتبارا من الربع الثاني من عام 2008 انتهى العمل بالخطوط التناظرية من قبل مقدمي الخدمات المحلية. تذكر اندوتل وجود 2,439,997 مستخدم للإنترنت في البلاد في نهاية آذار / مارس 2009.
في نوفمبر/ تشرين الثاني 2009 أصبحت جمهورية الدومينيكان البلد الأولى في أمريكا اللاتينية التي تتعهد بمراعاة «منظور الجنسين» في مبادرة وسياسة تكنولوجيا المعلومات والاتصالات التي وضعتها الحكومة. جمهورية الدومينيكان رائدة بين حكومات أمريكا اللاتينية في التفكير حول النوع الاجتماعي والتكنولوجيا كجزء من خطة eLAC2010 الإقليمية. الأداة التي اختاراتها الدومنيكان لتصميم وتقييم جميع السياسات العامة هي منهجية تقييم النوع لـ APC.

### الكهرباء
خدمة الطاقة الكهربائية لا يمكن الاعتماد عليها منذ عهد تروخيو حيث يقدر أن 75 ٪ من معداتها منذ ذاك العهد. أحيانأ ينقطع التيار الكهربائي كل يوم. شبكة الكهرباء العتيقة في البلاد تتسبب في خسائر نقل الطاقة والتي تستأثر بحصة كبيرة من فواتير الكهرباء من المولدات الكهربائية. بدأت خصخصة القطاع في ظل الإدارة السابقة لليونيل فيرناندز. كما بدأ حديثاً الاستثمار في الطريق الكهربائي السريع «سانتو دومينغو - سانتياغو» لنقل 345 كيلوفولت طاقة، مع تخفيض خسائر النقل، حيث حظي هذا المشروع بترحيب باعتباره تطوير للشبكة الوطنية منذ منتصف الستينيات.
خلال عهد تروخيو، قدمت الخدمة الكهربائية إلى العديد من المدن ورغم ذلك فإن 95 ٪ تقريباً من الاستهلاك غير مدفوع على الإطلاق. ما يقرب من نصف المنازل 2,100,000 في جمهورية الدومينيكان لا تمتلك عداد للكهرباء وبالتالي فإن أغلبهم لا يدفع الفواتير أو يدفع مجرد اشتراك شهري ثابت مقابل الخدمة الكهربائية.
يتم تسليم الخدمة الكهربائية المنزلية والعامة في 110 فولت بتناوب 60 هرتز؛ بالتالي فإن الأدوات الكهربائية من الولايات المتحدة تعمل دون حاجة لأي تعديلات. تصل الكهرباء الغالبية العظمى من البلاد. ومع ذلك وفي عام 2007 حصل في بعض المناطق انقطاع كهربائي لحدود 20 ساعة في اليوم. تميل المناطق السياحية ن تمتلك طاقة أكبر يمكن الاعتماد عليها كما هو الحال في مجال الأعمال والسفر والرعاية الصحية والبنية التحتية الحيوية. تحسن الوضع في عام 2006 حيث تقدم نحو 200 دائرة (40 ٪ من المجموع) خدمة كهربائية الدائمة، كما بلغت نسبة توفير الكهرباء 85 ٪ من إجمالي الطلب وخفضت انقطاع التيار الكهربائي من 6.3 ساعة في اليوم إلى 3.7. تنصب الجهود حالياً على رفع كفاءة نقل الطاقة إلى أماكن حيث نسبة التحصيل بلغت 70 ٪. قطاع الكهرباء مسيس للغاية. كما تشكو بعض شركات التوليد من نقص الرسملة وأحياناً عدم القدرة على شراء إمدادات كافية من الوقود.

### المواصلات
يوجد في جمهورية الدومينيكان خمسة طرق سريعة رئيسية والتي تربط المسافرين بالمدن المهمة في البلاد. الطرق السريعة الرئيسية الثلاث هي دي ار-1 ودي ار-2 دي ار-3 والتي تقود إلى المناطق الشمالية والجنوبية الغربية والشرقية من البلاد على التوالي. هناك طريق سريع جديد بطول 106 كم يربط سانتو دومينغو مع شبه الجزيرة في شمال شرق البلاد. يمكن للمسافرين الآن بلوغ شبه الجزيرة سامانا في أقل من ساعتين. معظم الطرق بين المدن الصغيرة في البلاد غير معبدة ولكنها في طور التحسن.
نظام المترو في سانتو دومينغو هو أول نظام نقل عام في البلاد والثاني في منطقة البحر الكاريبي ودول أميركا الوسطى بعد ترين أوربانو في سان خوان في بورتوريكو. في 27 فبراير/ شباط 2008 استقل الرئيس ليونيل فيرناندز المترو لأول مرة وقدمت الخدمة مجانية بعد ذلك عدة مرات. بدأت الخدمات التجارية في 30 يناير/ كانون الثاني 2009. يجري حالياً التخطيط للعديد من الخطوط الإضافية. كما أن نظام السكك الحديدية الخفيف في سانتياغو لا يزال في مرحلة التخطيط.
هناك خدمتان اثنتان للنقل في جمهورية الدومينيكان: واحدة تملكها الحكومة من خلال اوفيسينا تيكنيكا دي ترانزيتو تيريستري واوفيسينا متروبوليتانا دي سيرفيسيوس دي اوتوبوسيس. بينما يمتلك القطاع الخاص الخدمة الأخرى من خلال فدراسيون ناسيونال دي ترانسبورتي لا نويفا اوبسيون وكونفدراسيون ناسيونال دي ترانسبورتي. يغطي نظام النقل الحكومي مناطق حضرية واسعة مثل سانتو دومينغو وسانتياغو.

## التصنيفات الدولية
| منظمة                         | مسح                      | تصنيف     |
| ----------------------------- | ------------------------ | --------- |
| معهد الاقتصاد والسلام         | مؤشر السلام العالمي      | 70 من 144 |
| برنامج الأمم المتحدة الإنمائي | مؤشر التنمية البشرية     | 90 من 182 |
| الشفافية الدولية              | مؤشر الفساد              | 99 من 180 |
| المنتدى الاقتصادي العالمي     | تقرير التنافسية العالمية | 95 من 133 |